# Roraima
Roraima (pronúncia em português: [ʁoˈɾajmɐ]  ouça) é uma das 27 unidades federativas do Brasil. Está situado na Região Norte do país, sendo o estado mais setentrional (ao norte) da federação. Tem por limites a Venezuela, ao norte e noroeste; Guiana, ao leste; Pará, ao sudeste; e Amazonas, ao sul e oeste. Ocupa uma área aproximada de 224 300,506 km², pouco maior que a Bielorrússia, sendo o décimo quarto maior estado brasileiro. Em Boa Vista, única capital brasileira totalmente no Hemisfério Norte, encontra-se a sede do governo estadual, atualmente presidido por Antonio Denarium.
A história roraimense está fortemente ligada ao Rio Branco. Foi através deste rio que chegaram os primeiros colonizadores portugueses. O Vale do rio Branco sempre foi cobiçado por ingleses e neerlandeses, que adentraram no Brasil através do Planalto das Guianas em busca de indígenas para serem escravizados. Pelo território da Venezuela, os espanhóis também chegaram a invadir a parte norte do rio Branco e no rio Uraricoera. Os portugueses derrotaram e expulsaram todos os invasores e estabeleceram a soberania de Portugal sobre a região de Roraima e de parte do Amazonas.
O estado é o menos populoso do país, com uma população de 652 713 habitantes, segundo estimativas de 2021 do Instituto Brasileiro de Geografia e Estatística (IBGE). É, também, o que apresenta a menor densidade demográfica na federação, com 2,33  hab/km². Sua economia é baseada principalmente no setor terciário e seu Produto interno bruto (PIB) é o menor do país, com cerca de 21 bilhões produzidos em 2022, representando 0,2% da economia brasileira.
Situado numa região periférica da Amazônia Legal, no noroeste da Região Norte do Brasil, predomina em Roraima a floresta amazônica, havendo ainda uma enorme faixa de savana no centro-leste. Encravado no Planalto das Guianas, uma parte ao sul pertence à Planície Amazônica. Seu ponto culminante, o Monte Roraima, empresta-lhe o nome. Etimologicamente resultado de contração de roro (verde) e imã (serra ou monte), foi batizado por indígenas pemons da Venezuela.

## Etimologia
A palavra "Roraima" vem de línguas indígenas. Sua etimologia lhe emprega três significados: “Monte Verde”, “Mãe dos Ventos” e “Serra do Caju”. Seria a junção de roro (papagaio) e imã (pai, formador). No idioma macuxi, roro - ou também rora - significa verde, e imã significa serra, monte, formando portanto, a palavra "serra verde", que reflete a paisagem natural da região específica.
Há ainda, a hipótese da palavra "Roraima" ter outros dois significados: "Mãe dos Ventos" e "Serra do Caju". O primeiro significado, dá-se pela possibilidade do clima da região, onde os índios acreditavam que os ventos que atingiam o sul da Venezuela seriam provenientes do lugar. O segundo, "Serra do Caju", pelo grande número de serras e colinas existentes nesta área.
Gramaticalmente, a pronúncia correta de Roraima pode ser tanto "Rorãima" ou "Roráima" (linguisticamente as duas formas são aceitas), embora os roraimenses prefiram a pronúncia "Roráima" (como se houvesse acento agudo na segunda silaba) em razão da origem indígena do nome desta unidade federativa.

## História

### Colonização europeia
Os primeiros colonizadores portugueses chegaram à região através do Rio Branco. Antes da chegada dos portugueses, os ingleses e neerlandeses já eram atraídos para a região, com a finalidade de explorar o Vale do Rio Branco através das Guianas. A soberania de Portugal sobre a região só foi estabelecida após os espanhóis invadirem a parte norte do Rio Branco, juntamente com o rio Uraricoera. A partir de 1725, missionários Carmelitas iniciaram a tarefa de conversão dos povos indígenas da região.
A ocupação portuguesa se intensificou a partir da década de 1730, quando avança pelo rio Branco em busca de consolidação das fronteiras e mão de obra indígena. Para isso, organizam tropas de resgate (compra de indígenas transformados em escravos durante guerras de etnias opostas), tropas de guerra (punição e escravização de indígenas que atacassem núcleos portugueses ou impediam a evangelização) e a busca de produtos nativos do Brasil para comercialização, as chamadas drogas do sertão. Além disso, promoviam os descimentos (aldeamentos de missionários e indígenas voluntários ou compulsórios).

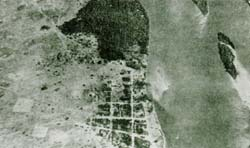
Vista aérea da região de Boa Vista, em princípios do século XX.

Em meados do século XVIII, a Coroa portuguesa passou a preocupar-se com as constantes expedições espanholas à região ocidental da Amazônia. Assim, foi cogitada a ideia de criação da Capitania Real de São José do Rio Negro, o que ocorreu através da Carta-régia de 3 de março de 1755. O motivo principal da criação da nova capitania era a ameaçada por parte dos espanhóis do Vice-reino do Peru, mas também havia o temor advindo pelas expedições de neerlandeses do Suriname, com fins de comércio e de apresamento de indígenas. As demarcações previstas pelo Tratado de Madrid, de 1750, também influenciaram grandemente na medida: com a criação de uma nova unidade administrativa na região, pretendia-se implementar, na prática, a colonização do Alto Rio Negro, criando-se a infraestrutura necessária ao encontro e aos trabalhos das comissões de demarcação portuguesa e espanhola, sendo que esse encontro jamais ocorreu, tendo forças portuguesas ocupado nesse ínterim, provisoriamente, o curso do baixo rio Branco, efetuando plantações de mandioca e de outros víveres, para o aprovisionamento da Comissão.
O Forte de São Joaquim, construído em 1755 na confluência do rio Uraricoiera com o rio Tacutu, foi determinante na conquista do rio Branco pelos portugueses. O Forte, que hoje está destruído, tinha a finalidade principal de proporcionar aos portugueses a soberania total de Portugal sobre as terras do Vale do Rio Branco, que despertava uma cobiça internacional devido sua pouca exploração.

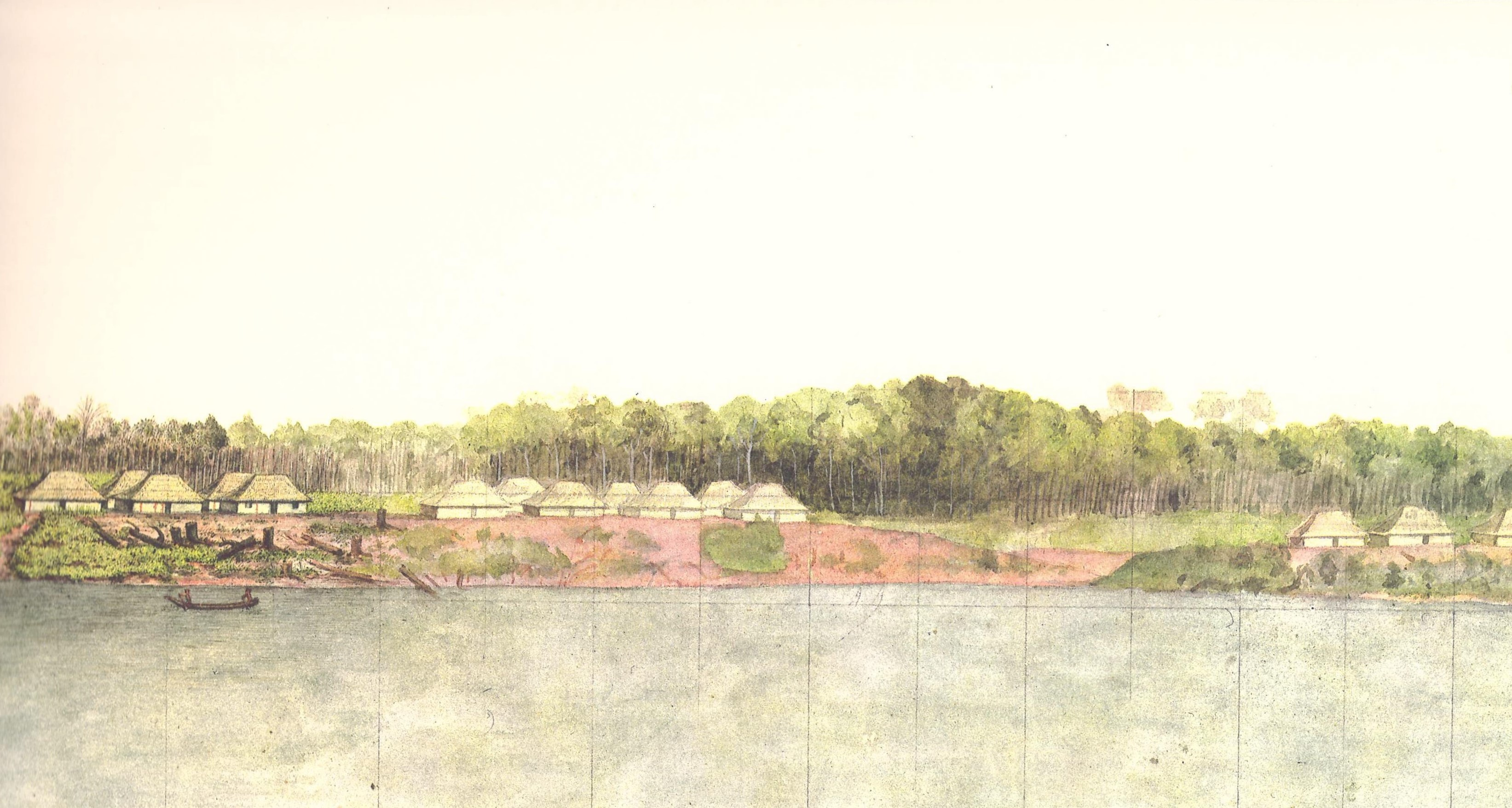
Povoado de Nossa Senhora da Conceição segundo Alexandre Rodrigues Ferreira, final do século XVIII.

Os colonizadores portugueses, após assumirem a soberania e o controle total da região, criaram diversos povoados e vilas na localidade, juntamente com nativos indígenas. Nossa Senhora da Conceição e Santo Antônio, no rio Uraricoera; São Felipe, no rio Tacutu e Nossa Senhora do Carmo e Santa Bárbara, no rio Branco, foram os principais povoados criados na época, abrigando um número populacional significativo. Entretanto, devido aos conflitos entre os indígenas e os colonizadores pelo fato de os indígenas não aceitarem submeter-se às condições impostas pelos portugueses, os povoados não se desenvolveram.
Para garantir a presença do homem português nas terras do Vale do Rio Branco, o comandante Manuel da Gama Lôbo d'Almada iniciou a criação de gado bovino e equino no território, em 1789. As fazendas de São Bento, São José e São Marcos, nos rios Uraricoera e Tacutu, respectivamente, foram as primeiras à introduzirem permanentemente a criação de gado bovino e equino, entre 1793 e 1799. Atualmente, a fazenda de São Marcos pertence aos indígenas e localiza-se em frente ao local onde existia o Forte São Joaquim.

### Período imperial
Durante um ano, entre 1810 e 1811, militares ingleses penetraram no Vale, mas foram expulsos pelo comandante do Forte de São Joaquim. A fronteira entre Brasil e Guiana, cujo processo de demarcação de fronteira já havia sido encerrado, precisou ser remarcada, devido às grandes invasões inglesas ocorridas neste período. Assim sendo, a colonização de Rio Branco dividiu-se em quatro períodos: De 1750 ao início do século XIX, com a descoberta do rio Branco; de meados do século XIX até a criação do município de Boa Vista, em 1890; de 1890 até a criação do Território Federal do Rio Branco; e da criação do Território Federal do Rio Branco a elevação deste à categoria de unidade federativa brasileira, renomeado de Roraima.
A colonização da região foi altamente incentivada em fins do século XIX, com o estabelecimento de Fazendas Nacionais. Porém, a população do estado só encontrou estabilidade após sua emancipação, um século mais tarde, com os garimpos de ouro e diamantes que atraíram levas migratórias de diversas regiões do país. Essa imigração e exploração desordenada ocasionou, na localidade, em muitos conflitos e mortes por doenças e assassinatos. Atualmente, quase todas as reservas indígenas do estado encontram-se homologadas.

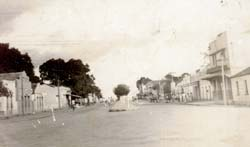
Boa Vista, em 1924.

Pouco mais de 1 000 pessoas viviam na região em que foi criado o município de Boa Vista, em 1890. Os dados de 1887 - válidos durante a criação do município - informaram que as cerca de 1 000 pessoas que habitavam a região na época da criação do município eram brancas e mestiças, em sua maioria mamelucos. Isso porque as etnias indígenas da região não foram acrescentados aos dados. Estima-se que havia mais de cinco mil indígenas na localidade, o que aumentaria consideravelmente a população do município.
O Amazonas, estado ao qual pertencia Boa Vista na época, não possuía recursos financeiros suficientes para promover o desenvolvimento do novo município de imediato. A região do extremo norte amazonense dependia economicamente do rebanho bovino criado na região, que também servia para o abastecimento de Manaus, capital do estado. A administração de Augusto Ximeno de Villeroy foi a responsável pela criação do município, que acreditava ser importante a fundação de uma localidade no extremo norte do Amazonas para o desenvolvimento da região.
Eduardo Ribeiro, então governador do Amazonas, também voltou sua atenção para Boa Vista e o território do atual estado de Roraima. Em 1896, após inaugurar o Teatro Amazonas, ele ordenou que Sebastião Diniz abrisse uma longa estrada ao norte de Manaus. Sua intenção era construir uma estrada ligando Manaus a Boa Vista, que pudesse servir para o transporte do gado da região do Vale do Rio Branco para o matadouro de Manaus.

### Território federal e autonomia política
O Território Federal do Acre foi o primeiro Território Federal brasileiro, em 1903. O Decreto-lei nº 5.812 de 13 de setembro de 1943, que desmembrou o estado do Amazonas, criou o Território Federal do Rio Branco. Em 1962, o território foi denominado como Território Federal de Roraima e elevado à categoria de unidade federativa brasileira pela Constituição brasileira de 1988. Apesar de ter sido criado em 13 de setembro de 1943, juntamente com os outros territórios federais, o Território Federal do Rio Branco só recebeu seu primeiro governador em junho de 1944, quando este chegou à Boa Vista. Getúlio Vargas, responsável pela criação dos Territórios Federais, enfrentava uma notável crise política à época, o que influenciou no atraso da nomeação dos governadores dos territórios. Vargas foi deposto de seu cargo em 29 de outubro de 1945.

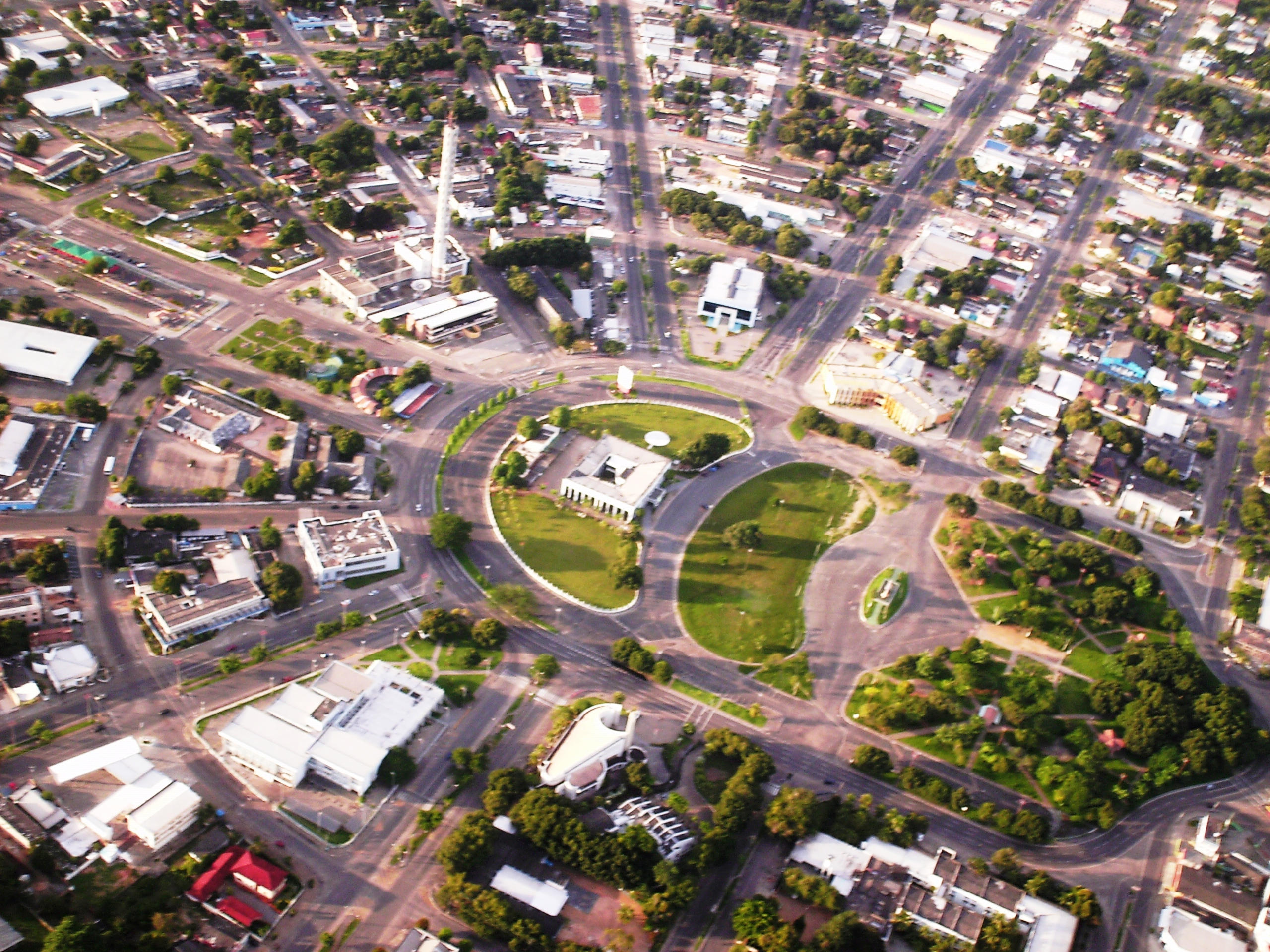
Vista aérea do centro cívico de Boa Vista, capital de Roraima.

De 1943 a 1964, Roraima teve 15 governadores titulares, entre militares, que eram a maioria, e civis. Vitorino Freire, senador do Maranhão, indicou indiretamente 10 desses governadores. Cada governador permaneceu pouco tempo (em média, dezesseis meses). Assim sendo, durante o referido período, o Território Federal de Roraima não alcançou o desenvolvimento esperado pelo governo federal. Durante o Regime militar no Brasil, em um período de vinte e um anos, Roraima teve 8 governadores que administraram a unidade com poderes militares. No período posterior ao Regime Militar, com a redemocratização do Brasil e a eleição indireta de Tancredo Neves para a Presidência da República, o Território Federal de Roraima possuiu novamente governadores indicados por outros políticos e influentes.
Com a Constituição promulgada em 5 de outubro de 1988, Roraima deixou o estatuto de Território Federal e transformou-se em estado-membro da Federação, tendo Romero Jucá Filho como primeiro governador após aprovação pela Comissão de Constituição e Justiça do Senado Federal. Já o primeiro governador do estado de Roraima eleito em eleições diretas foi Ottomar de Souza Pinto, governando de 1º de janeiro de 1991 a 31 de dezembro de 1994.

## Geografia

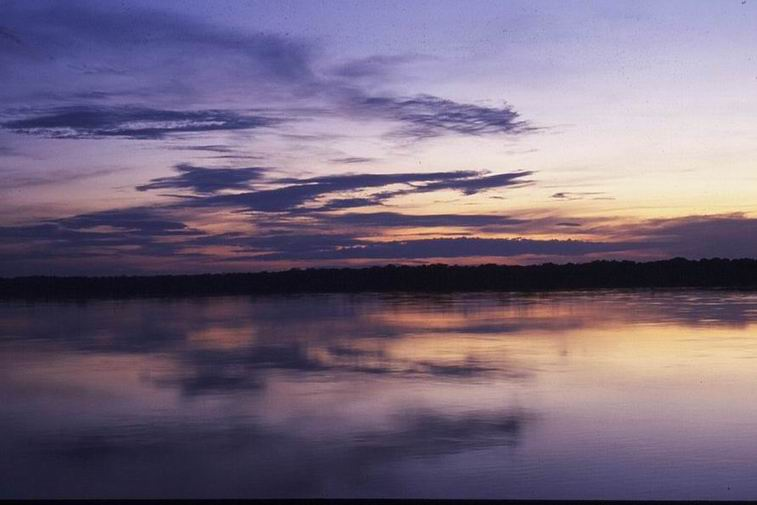
Rio Branco, nas proximidades de Boa Vista

Roraima é um estado da Região Norte do Brasil, sendo o estado mais setentrional da federação brasileira. Possui 1 922 quilômetros de fronteira com países sul-americanos, sendo a Venezuela ao norte e noroeste e a Guiana a leste. No Brasil, faz limite com o Amazonas ao sul e oeste; e Pará ao sudeste. Possui 224 300,506 km² de área. Desta, aproximadamente 104 018 km² são áreas indígenas, representando quase metade do território da unidade (46,37%). A área de preservação ambiental no estado, de responsabilidade do Instituto Chico Mendes de Conservação da Biodiversidade (ICMBio), também é extensa, sendo 18 879 km², um total de 8,42%.
Localiza-se a oeste do Meridiano de Greenwich e é cortado pela Linha do Equador, sendo que sua capital, Boa Vista, é a única capital brasileira ao norte da Linha do Equador. Seu fuso horário é de menos quatro horas em relação à hora mundial GMT e menos uma hora em relação à hora oficial do Brasil. O Monte Roraima, localizado na Serra Pacaraíma, é o ponto mais alto do estado e um dos mais elevados do país, com 2 772 metros.
O estado de Roraima possui uma extensa hidrografia. Seu território é fartamente irrigado por 14 rios, sendo estes: Água Boa do Univiní, Ailã, Ajarani, Alalaú, Branco, Catrimani, Cauamé, Itapará, Mucajaí, Surumu, Tacutu, Uraricoera, Urubu e Xeruini. A hidrografia do estado de Roraima faz parte da bacia do rio Amazonas e baseia-se basicamente na sub-bacia do rio Branco (45 530 km²) o maior e mais importante do estado. Este rio é um dos afluentes do rio Negro. Grande parte dos rios da região possui uma grande quantidade de praias no verão, ideais para o turismo e lazer. Além disso, existem rios de corredeiras localizados ao norte do estado, sendo que estes são uma opção para prática de esportes aquáticos, como a canoagem. Quase todas as fontes hídricas do estado têm sua origem dentro de seu território, com exceção de dois rios com nascentes na Guiana. Todos os rios roraimenses deságuam na Bacia Amazônica.

### Relevo

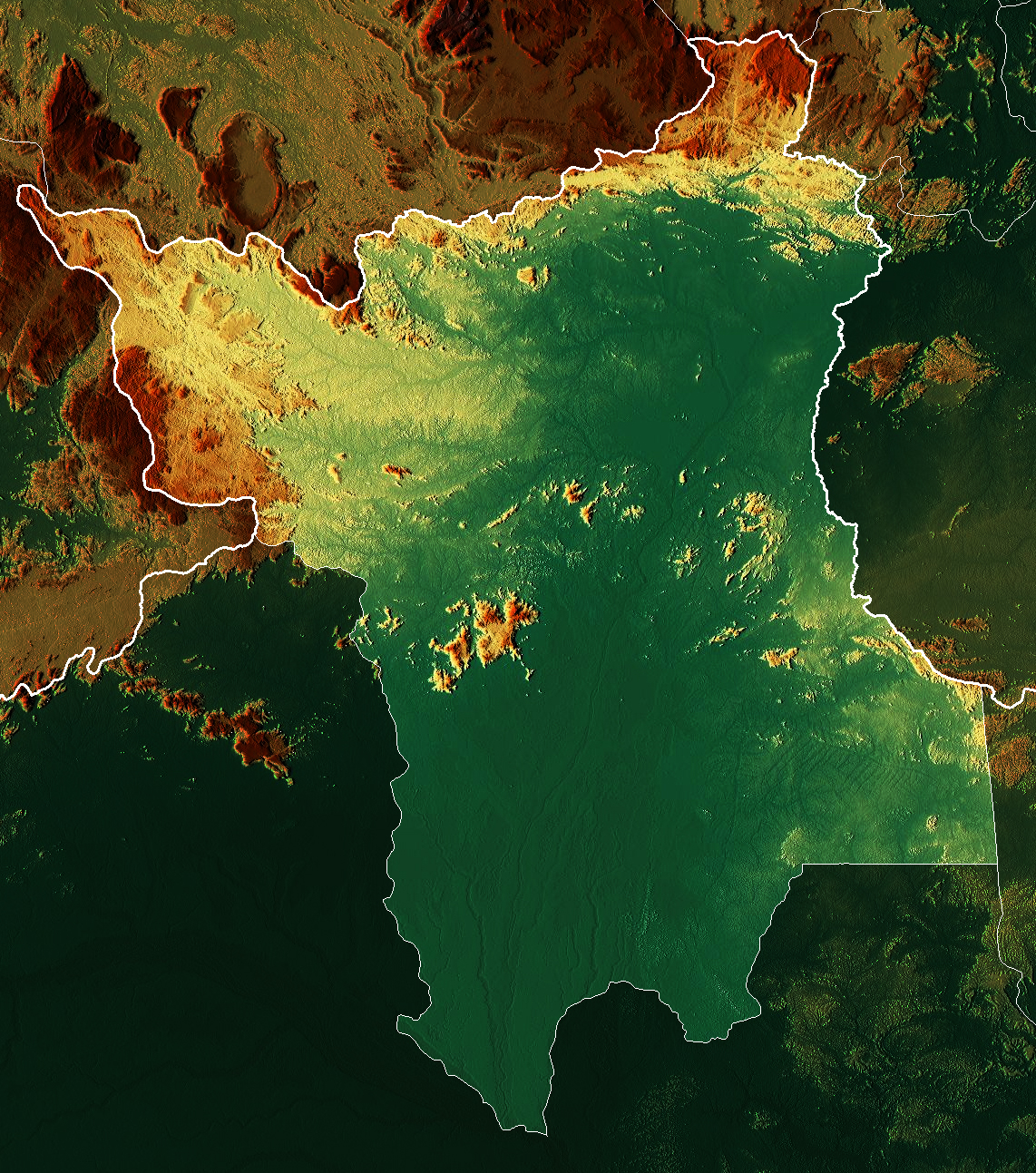
Mapa topográfico de Roraima

O relevo é bastante variado; junto às fronteiras da Venezuela e da Guiana situam-se as serras de Parima e de Pacaraima, onde se encontra o monte Roraima, com 2.875 metros de altitude. Como está no extremo norte do Brasil, seus pontos no extremo norte são o rio Uailã e o Monte Caburaí. Aproximadamente 60% da área possui altitudes inferiores a 200 metros, 25% se eleva para uma média entre 200 e 300 metros, 14% de 300 a 900 metros e somente 1% detém elevações da superfície superiores a 900 metros acima do nível do mar. Existem ainda duas estruturas geomorfológicas: O Planalto Ondulado e os Escarpamentos Setentrionais, que fazem parte do Planalto das Guianas. O seu Planalto Ondulado é um grande pediplano, formado por maciços e picos isolados e dispersos.
Por ser bastante diferenciado, o relevo é dividido em cinco degraus: O primeiro degrau abriga áreas do estado de acumulação inundáveis, que não apresentem propriamente uma forma de relevo, mas que estejam cobertas por uma fina camada de água; o segundo degrau seria o pediplano Rio Branco, uma unidade de relevo de enorme expressão na unidade federativa, pois ocupa grande parte de suas terras. Nesse pediplano, as altitudes variam de 70 a 160 metros e possuem fraca declividade rumo à calha dos rios. O terceiro degrau é formado por elevações que podem chegar a 400 metros de altitude. São serras como a serra da Lua, serra Grande, serra da Batata e outras. O quarto degrau caracteriza-se por elevações que podem variar  de 600 a 2 000 metros de altitude, formado principalmente pela cordilheira do Pacaraima, serra do Parima e serra do Urucuzeiro. Estas serras estão unidas em forma de cadeias e nela nascem os rios que formam o rio Uraricoera. Por fim, o quinto degrau, agrupa as regiões mais altas, formado por elevações que chegam a quase 3 000 metros de altitude.

### Clima

Climas de Roraima segundo a classificação climática de Köppen-Geiger

Em Roraima predomina o clima similar ao de outros estados da Região Norte que abrigam a Floresta Amazônica, basicamente variações do clima tropical como o equatorial (Af) e o tropical úmido, também conhecido como clima de monção (Am), e o tropical de savana (Aw). A temperatura média ocorrida durante o ano, varia de 20 °C em pontos de relevos com maiores altitudes, e 38 °C em áreas de relevo suave ou plano. O índice pluviométrico na parte oriental é cerca de 2 mil milímetros. Na parte ocidental é de aproximadamente 1,5 mil milímetros. Na capital e em proximidades, os índices atingem 2,6 mil milímetros.
De modo geral, o clima varia de acordo com a região. Segundo a classificação climática de Köppen-Geiger, o sul e o oeste do estado apresentam um clima equatorial quente e úmido (Af). A temperatura média anual varia de 25° a 28 °C. No norte e no leste, o clima apresentado é o tropical de monção (Am), onde a temperatura média é semelhante as demais regiões do estado, porém o índice pluviométrico é menor, e a estação de seca é bem definida.
Apesar da latitude, no extremo noroeste e nordeste, nas áreas mais elevadas do estado, é possível encontrar padrões climáticos compatíveis com os de climas subtropicais úmidos (Cfa e Cwa), como na região em torno do Monte Roraima, que apresenta temperatura média anual entre 20 e 22 °C, e uma estação seca entre os meses de dezembro e março.

### Ecossistemas e unidades de conservação

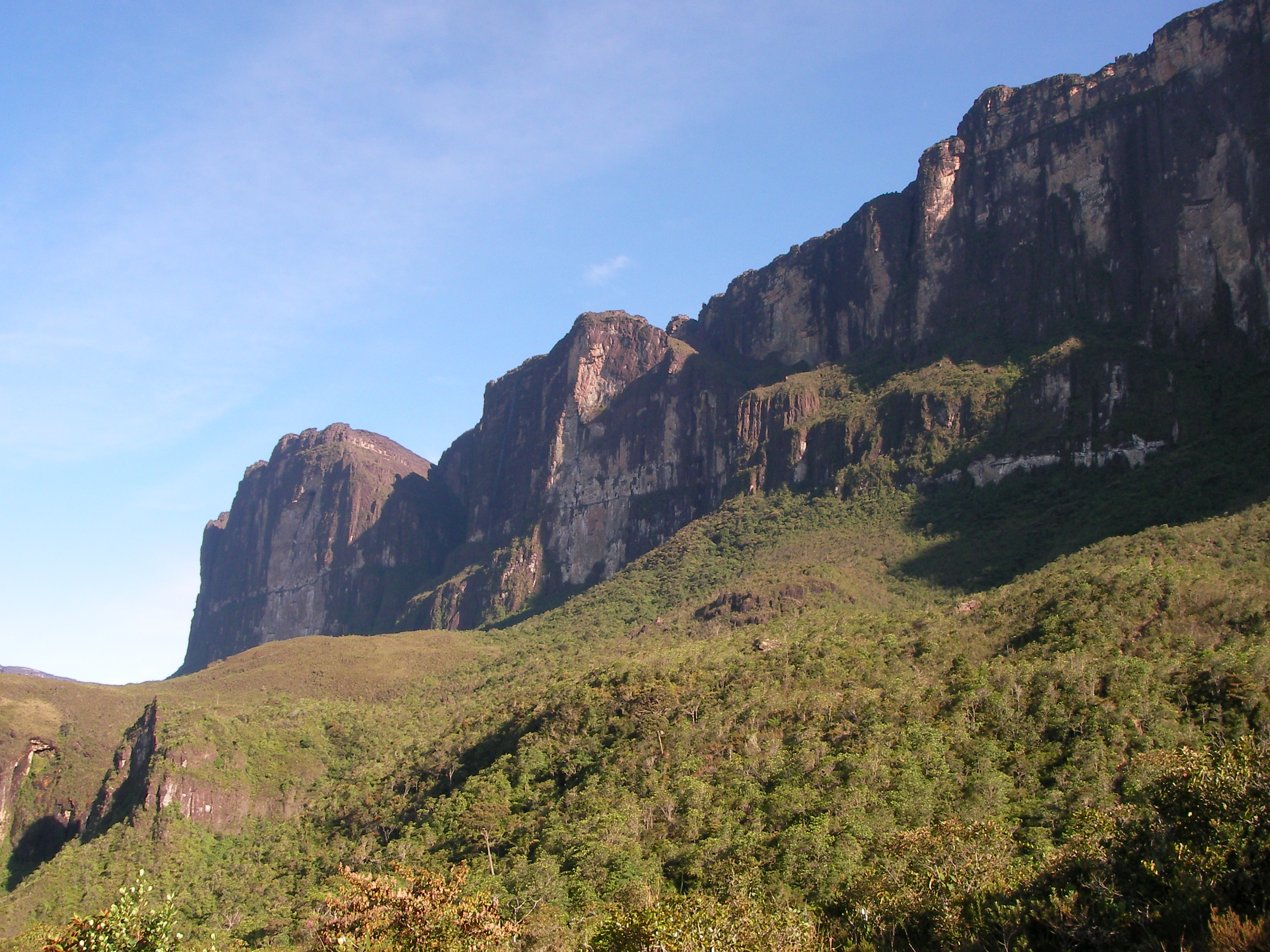
Monte Roraima

Roraima apresenta três tipos de coberturas vegetais, sendo todas bem distintas. Ao sul do estado, encontramos uma floresta tropical densa e abundante entrecortada por rios caudalosos, com uma rica fauna e flora. Na região central roraimense, o domínio dos campos gerais, lavrados ou savanas, existindo ainda lagos e riachos. A vegetação vai mudando e se tornando menos densa em direção ao norte. A fronteira é uma região de serras, acima dos mil metros de altitude, com um clima que varia de 10 °C a 27 °C.
De uma forma abrangente, na parte ocidental e meridional prevalece a Floresta Amazônica, enquanto que na região centro-oriental é caracterizado formações arbustivas e herbáceas, como as campinas e os cerrados. No entanto, a composição paisagística vegetativa do estado pode ser classificada, mais especificamente, da seguinte forma: Floresta Tropical Amazônica, composta por florestas densas e úmidas; Campos Gerais do Rio Branco, formado por gramíneas, palmeiras de grande porte, buritizeiros, entre outros; e Região Serrana, árvores espaçadas, existência de uma grande quantidade de matéria orgânica como húmus.
Em Roraima o IBAMA administra oito unidades de conservação. O principal é o Parque Nacional do Monte Roraima, criado em 28 de junho de 1989 e localizado no extremo norte do estado. Com 2 785 metros de altitude, o Monte Roraima é o marco divisor da tríplice fronteira entre Brasil, Venezuela e Guiana. Há ainda outras sete unidades de conservação, são elas: Parque Nacional do Viruá (criado em 1998), em Caracaraí; Parque Nacional Serra da Mocidade, criado em 1998 também em Caracaraí; Estação Ecológica de Maracá (1981), em Amajari; Estação Ecológica de Cacararaí (1982); Estação Ecológica do Niquiá (1985), com uma área de 286,6 mil hectares; Floresta Nacional de Roraima (1989), nos municípios de Mucajaí e Alto Alegre, e, por último, a Floresta Nacional do Anauá (2005), no município de Rorainópolis.

### Biodiversidade

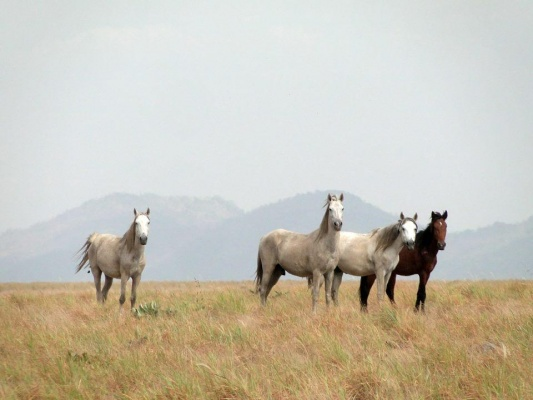
Cavalos lavradeiros na região do lavrado em Roraima

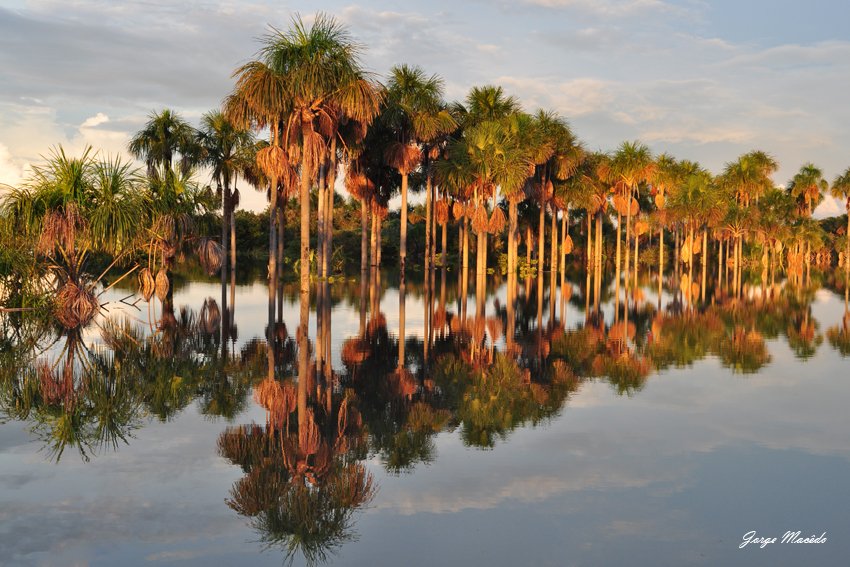
Buritizeiros

A flora do estado de Roraima é dividida em três blocos: Floresta tropical amazônica, Campos gerais do rio Branco e região Serrana. A Floresta tropical amazônica compõe-se de floresta densa e úmida típica do baixo Rio Branco, estendendo-se pela região sudoeste do estado e penetrando em parte do território do Amazonas. Os Campos gerais do rio Branco se estendem por aproximadamente 44 mil km², sendo também conhecidos como região do lavrado. O lavrado é conhecido também como savana e é formado por gramíneas, entretanto, ao longo dos cursos d'água, situam-se palmeiras de grande porte conhecidas como buritizeiros. No lavrado também encontra-se, em grande quantidade, caimbés, paricaranas e muricizeiros. A Região Serrana possui vegetação típica de montanhas, de árvores mais rarefeitas e de vales ricos em humos com gramíneas de boa qualidade para os animais de criação. Encontra-se mais ao norte do estado, na fronteira deste com a Venezuela. Em qualquer dos blocos, existem três tipos diferentes de cobertura vegetal levando-se em consideração as margens dos rios. Estas são: Matas de terra firme, Matas de várzea e Matas ciliares. Matas de terra firme compreendem as florestas localizadas em terras que não são atingidas pelas enchentes dos rios. Matas de várzeas são as florestas que cobrem as terras atingidas pelas cheias dos rios. Matas ciliares são preservadas por lei. Estas sofrem inundações todos os anos por conta das cheias dos rios amazônicos.
Os diversos ambientes da região contribuem para a formação da fauna roraimense: Florestas tropicais amazônicas, onde encontram-se animais como onça, anta, caititu, jacaré, gato maracajá, lontra, veado, macacos, entre outras espécies; Campos gerais do rio Branco, que apresenta tamanduás, tatus, jabutis, veados campeiros, pacas, cutias, cobras e outras espécies; Bacia do rio Branco, onde estão os peixes, que em Roraima a variedade é grandiosa. Entre os principais peixes, encontramos: pacu, tucunaré, surubim, matrinxã, pirararas, tambaqui, acara, mandi, cachorra, piranha, traíra, piraíbas, aruanã e muitas outras espécies. Nas praias do baixo rio Branco, é possível encontrar ainda, tartarugas e tracajás. Há muitos pássaros no estado, de grande e pequeno porte. Entre os de grande porte destacam-se o passarão e jaburu. Entre os de pequeno porte destacam-se os jacus, garças, carcarás, passarinhos de muitas espécies e outros. Além destes, existem também os domésticos.

## Demografia

Densidade populacional de Roraima
0-1 hab/km²
1-25 hab/km²
>25 hab/km²

A população de Roraima é de 652 713 habitantes, segundo a estimativa populacional de 2021, realizada pelo Instituto Brasileiro de Geografia e Estatística (IBGE) o que faz do estado a unidade federativa menos populosa do Brasil. A capital, Boa Vista, concentra 65,3% da população do estado. A população de Roraima quase dobrou em vinte anos. Em 1991, o estado contava com 217 583 habitantes, um aumento significativo de 95,51 % de crescimento populacional.
Os municípios que apresentaram maior crescimento populacional foram Boa Vista, a capital, e Rorainópolis. Quanto ao número de crescimento populacional anual de Roraima, o estado coloca-se entre os de maior crescimento no Brasil, com uma taxa de 4,6%, muito superior à média nacional de 1,6% de crescimento. Nesse quesito, perde apenas para o Amapá, que registra mais de 5% de crescimento anual. Entretanto, esse alto número de crescimento de população vem caindo nos últimos anos. Um exemplo disto é a taxa apresentada em 2000, quando Roraima apresentou 49,09% de crescimento de população em relação a 1991. No último censo, em 2010, esse número caiu para 31,13%.
Do total da população do estado em 2010, 229 343 habitantes são homens e 221 884 habitantes são mulheres. Nos últimos anos, o crescimento da população urbana intensificou muito, ultrapassando o total da população rural. Segundo a estimativa de 2000, 80,3% dos habitantes viviam em cidades.
A densidade demográfica era de 1,8 hab./km² em 2006. Essa marca é inferior à densidade brasileira — 19,94 hab./km². A distribuição da população estadual é desigual, apresentando maior concentração na região da capital e no sul do estado. Cinco municípios (Boa Vista, Rorainópolis, Alto Alegre, Caracaraí e Bonfim) concentram mais da metade da população de Roraima. Em 2005, o Índice de Desenvolvimento Humano (IDH) de Roraima era de 0,750, sendo classificado como médio e colocando o estado na 18ª posição entre os estados do Brasil.

### Religião
Tal qual a variedade cultural verificável em Roraima, são diversas as manifestações religiosas presentes. A Diocese de Roraima é uma circunscrição eclesiástica da Igreja Católica no estado de Roraima, pertencente à Província Eclesiástica de Manaus e ao Conselho Episcopal Regional Norte I da Conferência Nacional dos Bispos do Brasil, sendo sufragânea da Arquidiocese de Manaus. A sé episcopal está na Catedral Cristo Redentor, na cidade de Boa Vista, sendo a única diocese católica do estado de Roraima.

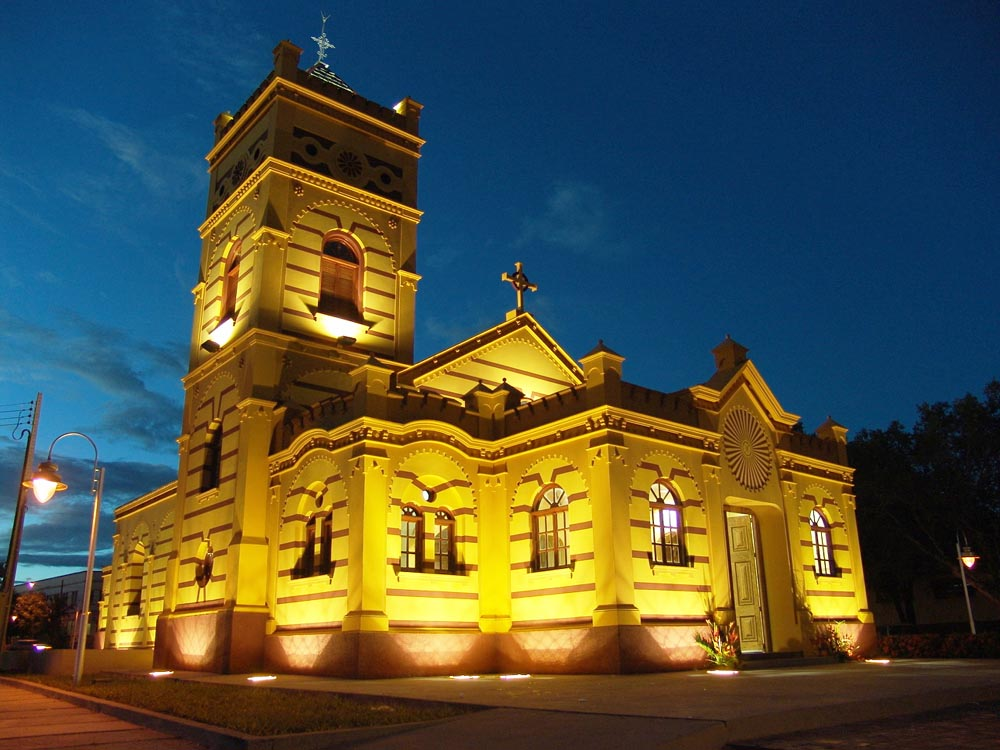
Igreja de Nossa Senhora do Carmo do Rio Branco, em Boa Vista

Embora seu desenvolvimento tenha sido sobre uma matriz social eminentemente católica, tanto devido à colonização quanto à imigração - e ainda hoje grande parte da população roraimense declara-se católica, é possível encontrar atualmente no estado dezenas de denominações protestantes diferentes, assim como a prática do candomblé, do Espiritismo, das religiões antitrinitárias e novos movimentos religiosos, entre outros. Nos últimos anos, as religiões orientais, o mormonismo e denominações evangélicas têm crescido bastante no estado.
De acordo com dados de 2010, do Instituto Brasileiro de Geografia e Estatística (IBGE), a população de Roraima está composta por: católicos (50,5%); protestantes (30,3%); pessoas sem religião (12,98%); Tradições indígenas (2,75%); espíritas (0,91%); budistas (0,13%); Candomblé (0,08%); Tradições esotéricas (0,03%); Judaísmo e Islã (0,03% cada); Umbanda (0,02%) e Hinduísmo (0,01%). Entre as denominações cristãs restauracionistas, destacam-se as Testemunhas de Jeová (0,55%)e A Igreja de Jesus Cristo dos Santos dos Últimos Dias (0,15%). Entre as novas religiões orientais, destaca-se a Igreja Messiânica Mundial (0,06%). Outras crenças são partilhadas por 1,47% da população.

### Composição étnica
Os traços culturais, políticos e econômicos herdados dos portugueses, espanhóis e neerlandeses são influentes em Roraima. Voltando um pouco atrás na história, não se pode esquecer a importância dos ameríndios no quesito contribuição étnica. Foram os ameríndios que iniciaram a ocupação humana na Amazônia, e seus descendentes, os caboclos, desenvolveram-se em contato íntimo com o meio ambiente, adaptando-se às peculiaridades regionais e oportunidades oferecidas pela floresta.
Na sua formação histórica, a demografia roraimense é o resultado da miscigenação das três etnias básicas que compõem a população brasileira: o índio, o europeu e o negro, formando, assim, os mestiços da região (caboclos). Mais tarde, com a chegada dos migrantes, especialmente nordestinos, formou-se um caldo de cultura singular, que caracteriza grande parte da população, seus valores e modo de vida.
Segundo o censo de 2022 do IBGE, a população de Roraima está composta por: pardos (57,3%), brancos (20,7 %), indígenas (14,1%), pretos (7,7%) e amarelos (0,2 %). Roraima também reconhece a identidade mestiça. O Dia do Mestiço (27 de junho) é data oficial no estado.

### Criminalidade
Segundo o mapa da violência no Brasil de 2011, os municípios de Alto Alegre e Caracaraí são os que apresentam maior taxa de criminalidade no estado, como 73,3% e 49,7% e ocupando as 42ª e 146ª posições a nível nacional, respectivamente. Os outros três municípios de maior criminalidade são Mucajaí (41% - 251ª posição nacional), Cantá (37,2% - 312ª posição nacional) e Bonfim (31,4% - 441ª posição nacional). A capital, Boa Vista, apresenta 24,9% de criminalidade e ocupa a 664ª posição entre os municípios brasileiros.
De acordo com o Censo brasileiro de 2010, 77,7% dos habitantes de Roraima sentem-se seguros em seus domicílios; 72,3% sentem-se seguros no bairro ou comunidade em que residam; e 64,8% da população sente-se segura na cidade onde reside. Entretanto, 18,7% das residências no estado possuíam algum tipo de proteção ou segurança particular, que não fosse de domínio público. 11,1% das pessoas declararam já terem sido vítimas de roubo ou furto, sendo que destas 20,4% não procuraram atendimento em delegacias de polícia.

### Urbanização
Roraima está dividido politicamente em 15 municípios. O mais populoso deles é Boa Vista, com 284 mil habitantes, sendo o município mais antigo do estado, surgido como um povoado, o primeiro com características urbanas em Roraima.

## Política

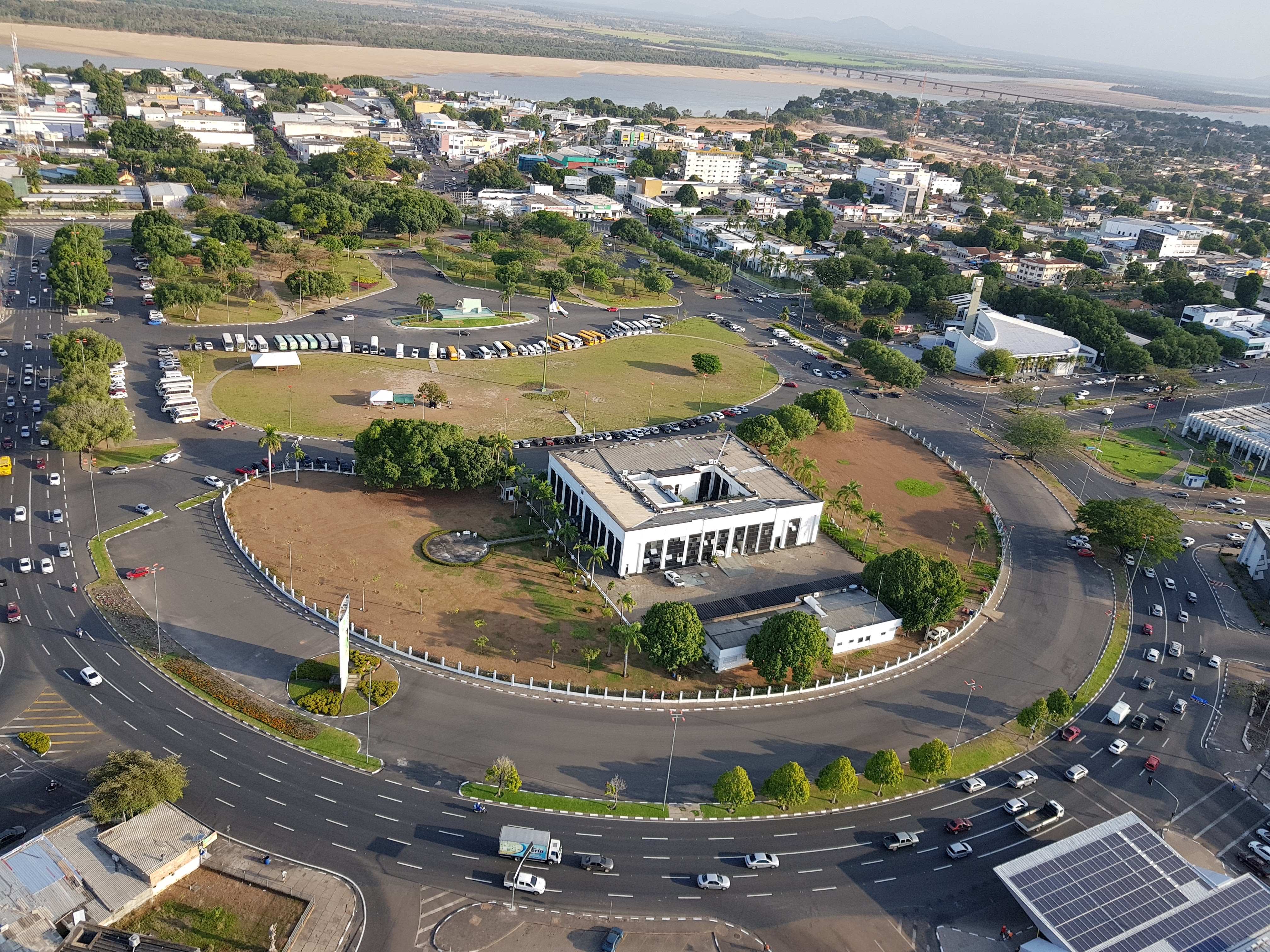
Palácio Senador Hélio Campos, a sede do governo do estado

Roraima é um estado da federação, sendo governado por três poderes, o executivo, representado pelo governador, o legislativo, representado pela Assembleia Legislativa do Estado de Roraima, e o judiciário, representado pelo Tribunal de Justiça do Estado de Roraima e outros tribunais e juízes. Também é permitida a participação popular nas decisões do governo através de referendos e plebiscitos. A atual constituição do estado de Roraima foi promulgada em 31 de dezembro de 1991, acrescida das alterações resultantes de posteriores emendas constitucionais.
O Poder Executivo roraimense está centralizado no governador do estado, que é eleito em sufrágio universal e voto direto e secreto, pela população para mandatos de até quatro anos de duração, e podem ser reeleitos para mais um mandato. Sua sede é o Palácio Senador Hélio Campos, que desde 1991 é a sede do governo roraimense.
O Poder Legislativo de Roraima é unicameral, constituído pela Assembleia Legislativa do Estado de Roraima. Ela é constituída por 24 deputados, que são eleitos a cada 4 anos. No Congresso Nacional, a representação roraimense é de 3 senadores e 8 deputados federais. A maior corte do Poder Judiciário roraimense é o Tribunal de Justiça do Estado de Roraima. Compõem o poder judiciário os desembargadores e os juízes de direito.
Tratando-se sobre organizações de representação política, 34 dos 35 partidos políticos brasileiros possuem representação no estado. Conforme informações divulgadas pelo Tribunal Superior Eleitoral (TSE), com base em dados de abril de 2016, o partido político com maior número de filiados em Roraima é o Partido Republicano Progressista (PRP), com 6 732 membros, seguido do Partido da Social Democracia Brasileira (PSDB), com 5 356 membros e do Partido Democrático Trabalhista (PDT), com 5 087 filiados. Completando a lista dos cinco maiores partidos políticos no estado, por número de membros, estão o Partido Progressista (PP), com 4 521 membros; e o Partido Trabalhista Brasileiro (PTB), com 3 406 membros. Ainda de acordo com o Tribunal Superior Eleitoral, a Rede Sustentabilidade (REDE) e o Partido Socialista dos Trabalhadores Unificado (PSTU) são os partidos políticos com menor representatividade na unidade federativa, com 21 e 24 filiados, respectivamente. O Partido Novo (NOVO) é o único que não possui nenhuma representatividade em Roraima.

## Subdivisões

Divisões regionais intermediárias em vermelho e imediatas em cinza

### Regiões Intermediárias e Imediatas
O estado de Roraima é composto por 15 municípios, que estão distribuídos em quatro regiões geográficas imediatas, que por sua vez estão agrupadas em duas regiões geográficas intermediárias, segundo a divisão do Instituto Brasileiro de Geografia e Estatística (IBGE) vigente desde 2017.
| Regiões intermediárias | Código | Número de municípios | Regiões imediatas | Código IBGE | Número de municípios |
| ---------------------- | ------ | -------------------- | ----------------- | ----------- | -------------------- |
| Boa Vista              | 1401   | 9                    | Boa Vista         | 140001      | 5                    |
| Boa Vista              | 1401   | 9                    | Pacaraima         | 140002      | 4                    |
| Rorainópolis-Caracaraí | 1402   | 6                    | Rorainópolis      | 140003      | 4                    |
| Rorainópolis-Caracaraí | 1402   | 6                    | Caracaraí         | 140004      | 2                    |

## Economia

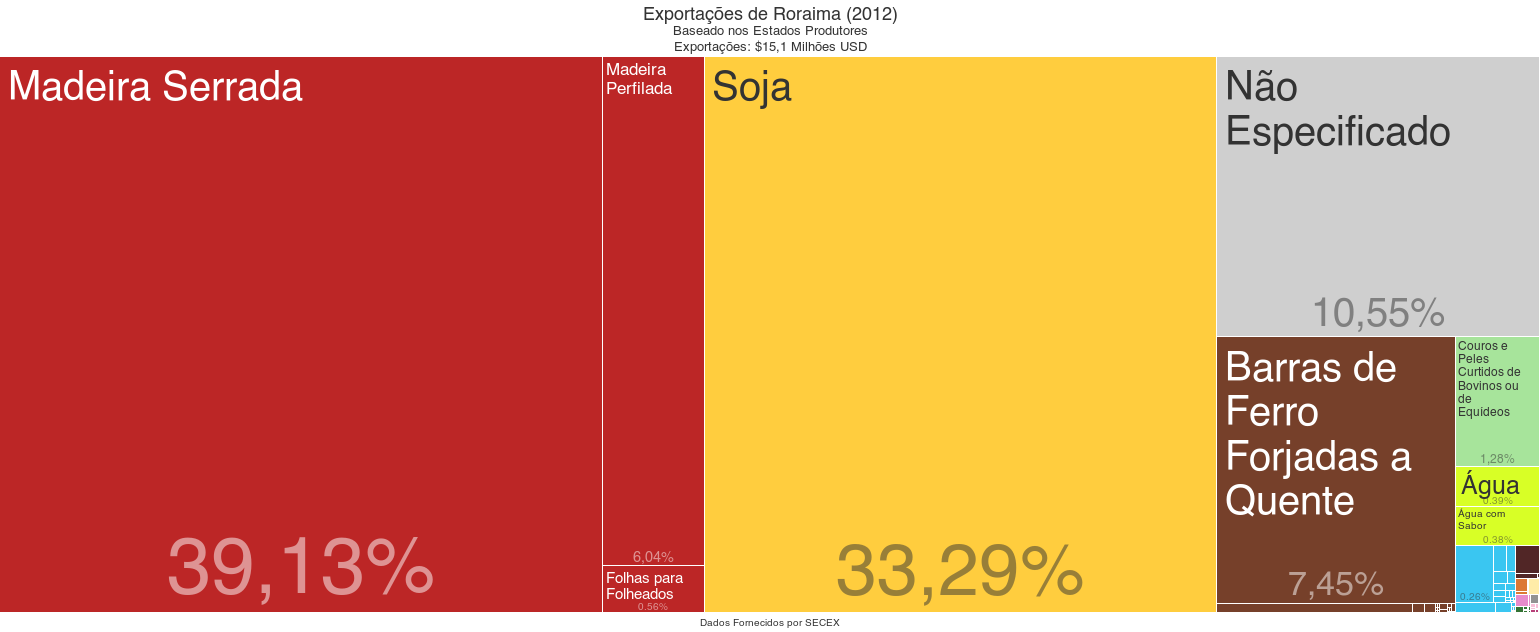
Exportações de Roraima - (2012)

Roraima detém o menor Produto interno bruto (PIB) entre os estados brasileiros, apesar das altas taxas de crescimento. Seu PIB, em 2013, era de 9 027 000 bilhões de reais, representando 0,15% do PIB brasileiro e colocando o estado na 27ª posição nacional. O estado apresentou crescimento anual da ordem de 7,65%, congratulando-se como o estado de maior crescimento econômico no Norte brasileiro. O PIB per capita roraimense é o segundo maior de sua macrorregião, com R$ 18 495,80, atrás somente do PIB per capita amazonense. Em âmbito nacional, o estado ocupa a 13ª posição, estando 25,9% abaixo da média nacional e 15,9% acima da média regional. Comparado a 2007, o fator per capita estadual teve uma variação de 15,3%, sendo 15,9% a variação referente à renda per capita média da Região Norte.
Roraima possui duas Áreas de Livre Comércio (ALC): Em Bonfim e em Boa Vista. Estas são áreas de importação e exportação que operam em regime fiscal especial. As duas ALC’s – únicas no país com incentivos fiscais na implantação de indústrias que utilizem matéria-prima da Amazônia Ocidental, funcionam desde 2005, e são responsáveis por ampliar a tendência para a realização do turismo de negócios.
Quanto a pauta de exportação do estado, ela é composta principalmente, segundo dados de 2012, de soja (33,29%), madeira serrada (39,13%), barras de ferros forjadas a quente (7,45%) e madeira perfilada (6,04%).

### Setor primário
| Produção agrícola de Roraima | Produção agrícola de Roraima | Produção agrícola de Roraima |
| Produto                      | Quantidade (t)               |                              |
| ---------------------------- | ---------------------------- | ---------------------------- |
| Café                         | 24 000                       |                              |
| Milho                        | 15 740                       |                              |
| Banana                       | 13 415                       |                              |
| Soja                         | 11 005                       |                              |
| Mandioca                     | 8 745                        |                              |
| Laranja                      | 467                          |                              |
| Cana-de-Açúcar               | 373                          |                              |
| Feijão                       | 82                           |                              |

O setor primário em Roraima encontra-se atualmente em desenvolvimento. Obteve um crescimento econômico de 4,8%, sendo responsável por 6,4% do PIB do estado. Em 2010, a agricultura teve queda de 5,2% com relação a 2006, onde os principais produtos da agricultura (arroz em casca e soja), tiveram queda de produção em 2007. Houve redução de 14,4% na área de cultivo do arroz, sendo que este teve uma produção 4,37% menor que o ano anterior. A produção de soja também teve uma redução na área plantada em 36,4% e a sua produção havia diminuído 34,1% em 2007. Os três principais produtos exportados por Roraima, em 2010, foram o couro, com uma participação de 63,32%, a madeira (28,13%) e água mineral com 1%. No acumulado, a madeira representa 42,17% do volume exportado seguido de consumo de bordo com 36,26%. Com relação as importações realizadas por Roraima, os três principais produtos importados no segundo semestre de 2010 foram os Cimentos Portland, representando 35,43%, vidros com 11,20% e farinha de trigo com 9,32%.
De acordo com o Censo Agropecuário de 2006, existem em Roraima 10 260 estabelecimentos agropecuários legalizados, sendo 10 082 de caráter individual e 178 de caráter consorcial, que ocupavam 1 645 219 hectares de terra. Há ainda, o registro de 10 cooperativas agropecuárias legalizadas, divididas em 3 160 hectares. Foi registrado também 10 310 estabelecimentos agropecuários informais, sendo 8 993 administrados por homens e 1 317 administrados por mulheres. Estes espaços informais ocupavam 7 379 hectares de terra do estado. Quanto aos assentamentos sem titulação definitiva, foram contabilizados 568 unidades nesta condição, sendo 483 de propriedade de homens e 85 de propriedade de mulheres, distribuídos em 44 230 hectares de terra. As lavouras permanentes no estado são notáveis, existindo 3 216 unidades destas, que ocupavam 50 669 hectares. As lavouras temporárias estão concentradas em maior número, 3 689, distribuídas em 58 322 hectares de terra.
Em relação a empregados, cerca de 29 513 pessoas trabalham formalmente em estabelecimentos agropecuários, sendo em sua maioria, homens (19 413 dos trabalhadores). Ainda em 2006, havia 480 704 bovinos, 314 076 aves, 42 970 suínos, 25 659 ovinos, 20 664 equinos, 5 963 caprinos, 562 muares, 234 asininos e 105 bubalinos.

### Setores secundário e terciário

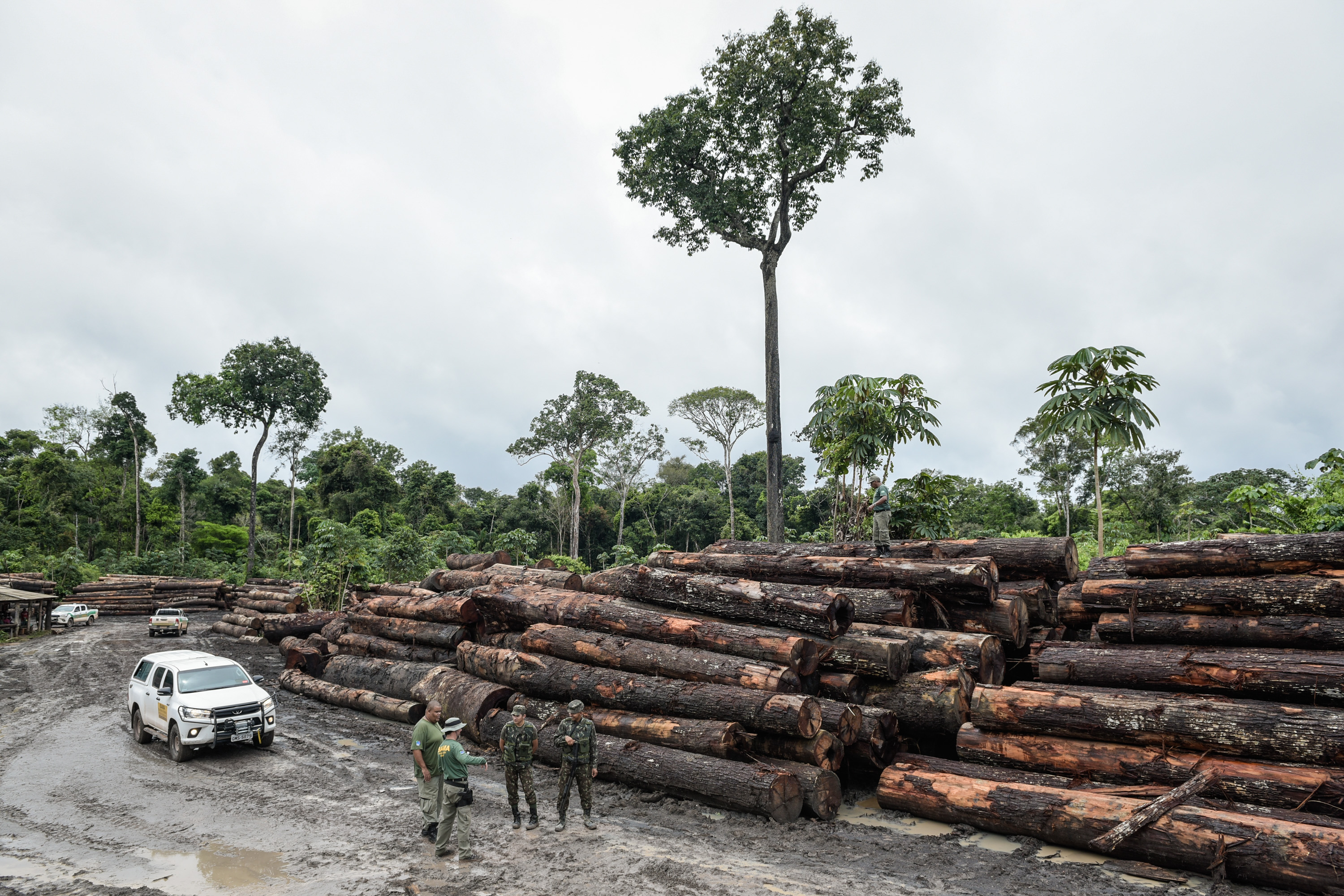
Apreensão de 7.387 toras extraídas ilegalmente da Terra Indígena Pirititi, em Roraima, em 2018

O extrativismo é o destaque no setor secundário. Esse segmento sofreu retração de 2006 para 2008 da ordem de 11,2%, enquanto as atividades de produção e distribuição de eletricidade e gás, água e esgoto e limpeza urbana não apresentaram variação de desempenho. O setor secundário apresentou crescimento de 8,1% em 2008. Somente a construção civil cresceu 11,7%, aumentando sua participação em 7,7% da economia de Roraima, enquanto a indústria de transformação diminuiu 2,5% em relação ao ano anterior. Roraima possui um parque industrial de porte médio, situado em Boa Vista, destinado principalmente à produção de refrigerantes, derivados do leite e derivados cereais. São Paulo é o principal destino destes produtos, como maior comércio importador, com destaque também para o Amazonas e a Venezuela. Outras indústrias dedicam-se à produção de cimento, ferro, combustíveis, produtos para alimentação, entre outros. O setor extrativista, que integra o setor secundário, é um dado que tem se destacado negativamente. Esse segmento sofreu retração de 2006 para 2008 da ordem de 11,2%, enquanto as atividades de produção e distribuição de eletricidade e gás, água e esgoto e limpeza urbana não apresentaram variação de desempenho.
O setor terciário tem sua maior expressão na administração pública, educação, saúde e seguridade social. Juntos, esses segmentos obtiveram participação de 47,3% no PIB, com crescimento da ordem de 5,7%. Ainda no setor terciário, os serviços de informação, intermediação financeira, atividades imobiliárias, turismo e aluguéis, representam 33,1% do PIB roraimense. Isso fez com que o setor terciário representasse 80,4% do PIB do estado.

### Turismo

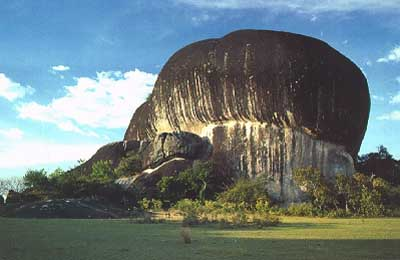
Pedra Pintada, uma formação rochosa considerada sítio arqueológico, que também é uma das atrações turísticas

Roraima possui um grande potencial turístico, em especial no ecoturismo. Por se localizar no extremo norte do país, na parte setentrional deste e por fazer limites com três países sul-americanos, Roraima mantém estreitas relações comerciais baseadas no turismo com esses países, em especial a Venezuela. Os atrativos naturais são os principais pontos turísticos do estado, em especial o Monte Roraima.
Arqueólogos têm forte interesse na Pedra Pintada, que é o mais importante sítio de tal ciência do estado. Nela, há inscrições de civilizações milenares, tais como pinturas rupestres, pedaços de cerâmicas, machadinhas, contas de colar, entre outros artefatos que indiciam a história da evolução humana, datados de quatro mil anos. A rocha é um monólito de granito com sessenta metros de diâmetro e cerca de 40 metros de altura. Na face externa existem pinturas rupestres vermelhas que são até hoje consideradas um enigma para cientistas. Há também cavernas funerárias com até 12 metros de extensão. A Pedra Pintada localiza-se em Pacaraima.
O Monte Roraima, um dos lugares mais antigos do planeta, atrai diversos turistas de todo o mundo. O explorador botânico inglês Everd Thurm descreveu sua passagem pelo Monte Roraima, em 1884, com as seguintes palavras:
O Monte Roraima é caracterizado por um extraordinário número de plantas, quase todas com desusada beleza, de estranha forma e talvez com ambas peculiaridades. Como a flora, também a fauna, embora igualmente peculiar, parece ser, no entanto, sem contestação, menos abundante. Roraima ergue-se, numa verdadeira terra maravilhosa cheia de coisas raras, belas e estranhas.— Everd Thurm, em 1884, durante expedição ao Monte Roraima.

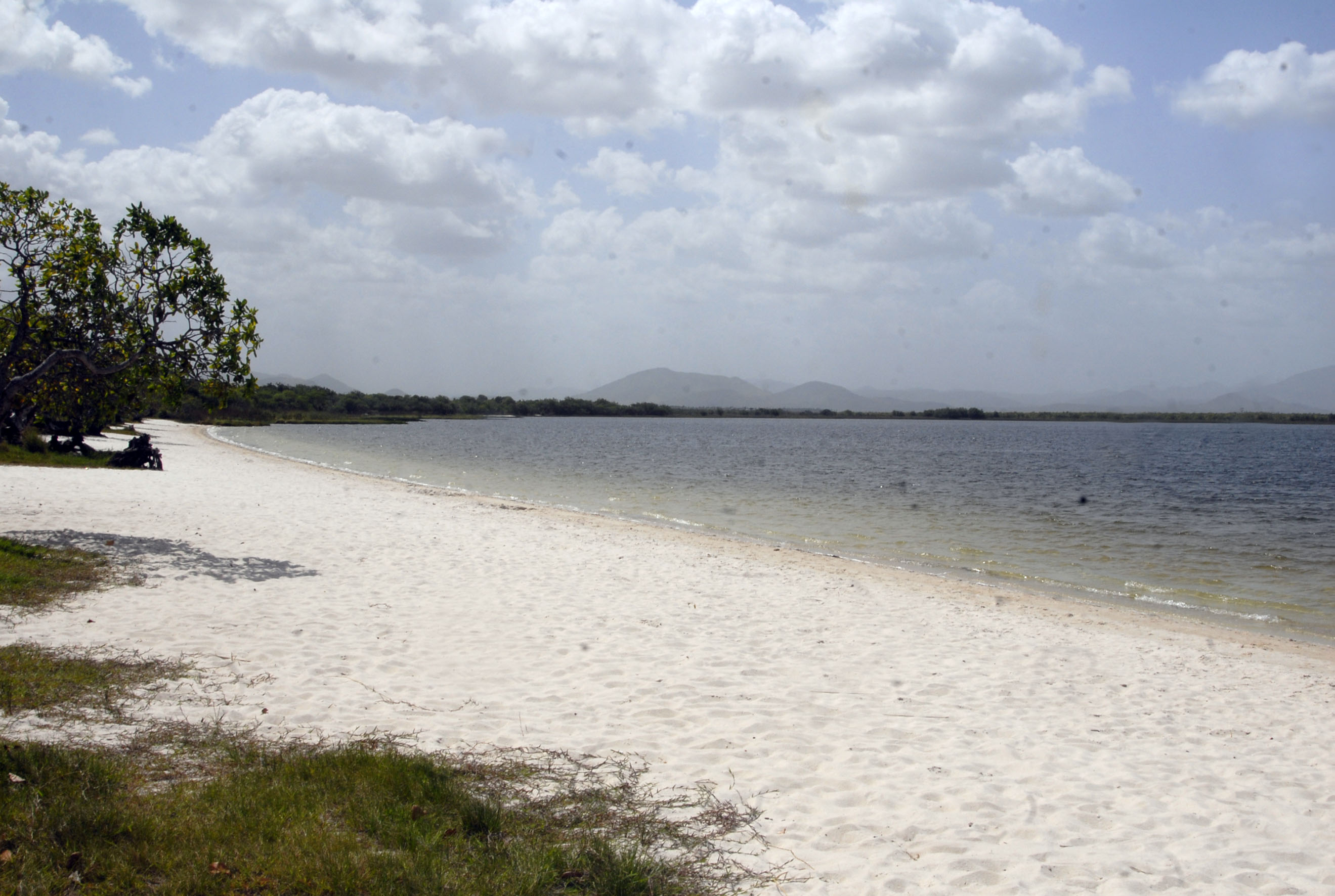
Manhã de sol às margens do Lago Caracaranã

A Serra do Tepequém também é uma atração turística estadual. Possui um riquíssimo artesanato em pedra-sabão e sua área é de livre exploração de diamantes. O local serve como prática de trekking (caminhada), até as cachoeiras do Paiva, Sobral, do Barata e do Funil. O platô é o ponto culminante de toda a Serra, onde se inicia a cadeia montanhosa que delimita as fronteiras entre o Brasil e a Venezuela. A serra do Tepequém conta com altitude média de 1,5 mil metros e está situada no município de Amajari. Outro ponto turístico do estado é o Monte Caburaí. Geógrafos comprovaram que ele está situado a 70 km acima do Oiapoque, o que faz do monte o ponto mais setentrional do Brasil, tendo sido reconhecidamente convencionado nas instituições oficiais responsáveis pelas demarcações territoriais geográficas, como o Ministério da Educação e o Instituto Brasileiro de Geografia e Estatística (IBGE).
Destaca-se também, o Lago Caracaranã, no município de Normandia. Com quase 6 quilômetros de perímetro, é conhecido por suas praias de areia fina rodeadas de cajueiros.

## Infraestrutura

### Saúde
Em 2005, existiam, no Estado, 455 estabelecimentos hospitalares, com 725 leitos e 56 médicos, 10 enfermeiros diplomados e 60 auxiliares de enfermagem. Em 2010, dos 455 hospitais existentes, 378 eram de adultos e crianças, 22 eram exclusivamente de crianças, sendo 49 gerais e 3 especializados. Em 2005, 85,2% da população roraimense tinham acesso à rede de água, enquanto 75% se beneficiam da rede de esgoto sanitário.
De acordo com o Censo brasileiro de 2010, 81,4% da população de Roraima avalia a sua saúde como boa ou ótima; 72,5% da população realiza consulta médica periodicamente; 44,9% dos habitantes consultam o dentista regularmente e 7,4% da população esteve internado em leito hospitalar nos últimos doze meses. Aproximadamente 22% dos habitantes declararam ter alguma doença crônica e apenas 9,8% possuem plano de saúde. Outro dado significante é o fato de 44,7% dos habitantes declararem necessitar sempre do Programa Unidade de Saúde da Família - PUSF.
Na questão da saúde feminina, 30,5% das mulheres com mais de 40 anos fizeram exame clínico das mamas nos últimos doze meses; 39,1% das mulheres entre 50 e 69 anos fizeram exame de mamografia nos últimos vinte e quatro meses; e 85,6% das mulheres entre 25 e 59 anos fizeram exame preventivo para câncer do colo do útero nos últimos trinta e seis meses.

### Educação

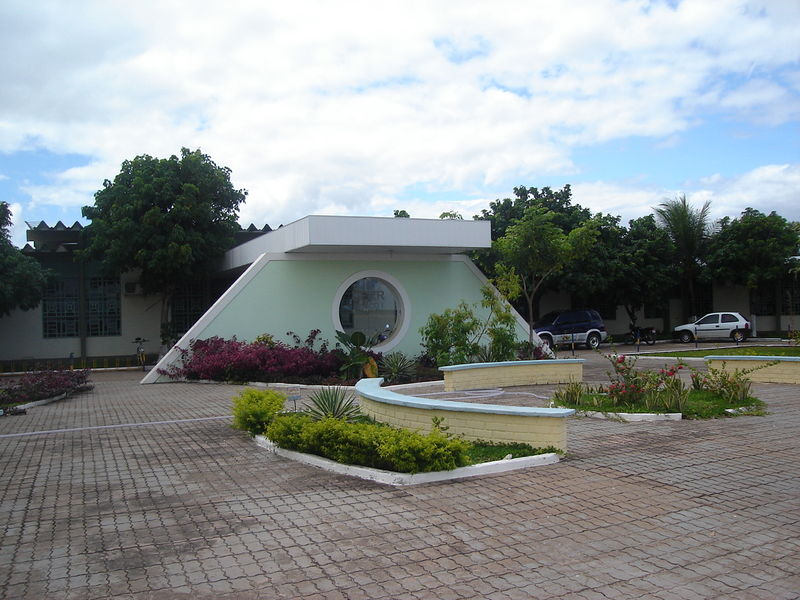
Bloco I da Universidade Federal de Roraima (UFRR), no campus do Paricarana

O estado dispunha em 2009 de uma rede de 585 escolas de ensino fundamental, das quais 322 estaduais, 252 municipais, 10 particulares e 1 pública federal. O corpo docente era constituído de 4 842 professores, sendo que 2 952 trabalhavam nas escolas públicas estaduais, 1 627 nas escolas públicas municipais e 217 nas escolas particulares. Estudavam nestas escolas 86 547 alunos, dos quais 82 208 nas escolas públicas e 4 339 nas escolas particulares. O ensino médio foi ministrado em 100 estabelecimentos, com a matrícula de 17 512 alunos. Dos 17 512 discentes, 16 175 estavam nas escolas públicas e 1 337 nas particulares.
Quanto ao ensino superior, destaca-se a Universidade Federal de Roraima (UFRR), a Universidade Estadual de Roraima (UERR) e o Instituto Federal de Roraima (IFRR). Há ainda estabelecimentos de Ensino Superior privados: Faculdade Roraimense de Ensino Superior (FARES), Faculdade Estácio Atual, Faculdade Cathedral e Faculdade de Ciências, Educação e Teologia do Norte do Brasil (FACETEN). Foram registrados ainda, 14 575 estudantes de ensino pré-escolar, divididos em 270 unidades de ensino. Destas, 258 eram municipais, não existindo nenhuma a nível estadual. No estado havia 857 professores de ensino pré-escolar.
| Ano        | Português         | Redação           |
| ---------- | ----------------- | ----------------- |
| 2006 Média | 31,40 (23º) 36,90 | 45,37 (27º) 52,08 |
| 2007 Média | 43,82 (24º) 51,52 | 52,12 (26º) 55,99 |
| 2008 Média | 35,47 (22º) 41,69 | 56,52 (23º) 59,35 |

Em 2010 a taxa de analfabetismo no estado era de 9,69%, colocando o estado na 15ª posição entre os estados do Brasil por analfabetismo. Da população, 15,9% dos roraimenses são analfabetos funcionais. Isso faz da educação de Roraima a 13ª melhor educação do Brasil, com um Índice de Desenvolvimento Humano na área de 0,628. A última estatística informou que o estado possuía 450 prédios destinados a unidades de ensino público. Em 2013, no Índice de Desenvolvimento da Educação Básica (IDEB), o estado alcançou nota de 5,0 pontos, sendo superior à média nacional e se configurando na 16ª posição nacional.
A nota média de Roraima no Exame Nacional do Ensino Médio (ENEM) é de 35,03 na prova objetiva e 56,37 na prova de redação, sendo uma das maiores notas do Norte-Nordeste brasileiro. Nestas duas regiões, Roraima perdeu apenas para o Amazonas (57,77). Entretanto, mesmo com a segunda maior nota, a média de Roraima ficou abaixo da média nacional, que foi de 57,26. Em relação ao número de estudantes, 7 463 participaram do ENEM em 2010, sendo que destes, 2 404 eram concluintes do ensino médio e 4 493 egressos. 85,52% do total de estudantes eram oriundos de escola pública.
Pesquisa realizada pelo Portal G1 apontou Roraima como um dos estados brasileiros que melhor remuneram o professor de nível médio, com salário médio de R$ 2 099,47 por 25 horas semanais. Segundo a pesquisa, o maior salário do país, no Distrito Federal - no valor de R$ 3 121,96 – era referente a uma carga horária de 40 horas. No mesmo ano, a ONG Todos pela Educação também citou Roraima como o segundo estado brasileiro com maior investimento no aluno da educação básica ao ano, com R$ 4.834,43, para cada aluno.

### Transportes

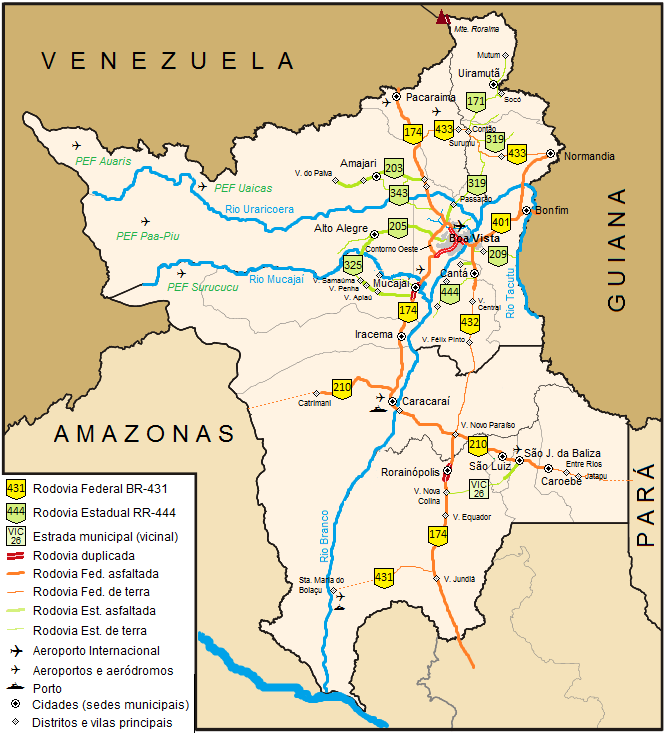
Mapa rodoviário de Roraima

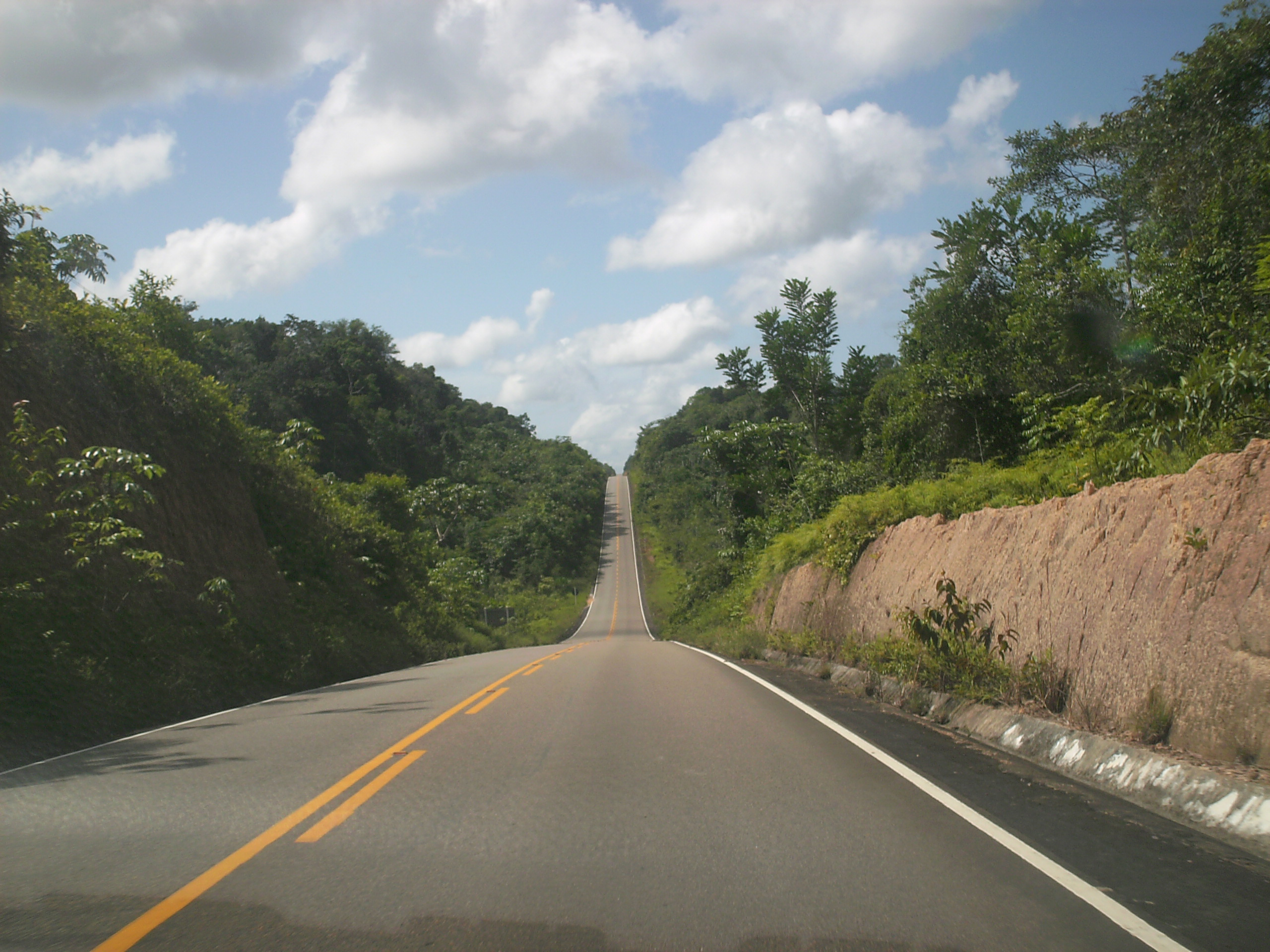
BR-174 na reserva indígena Waimiri-Atroari

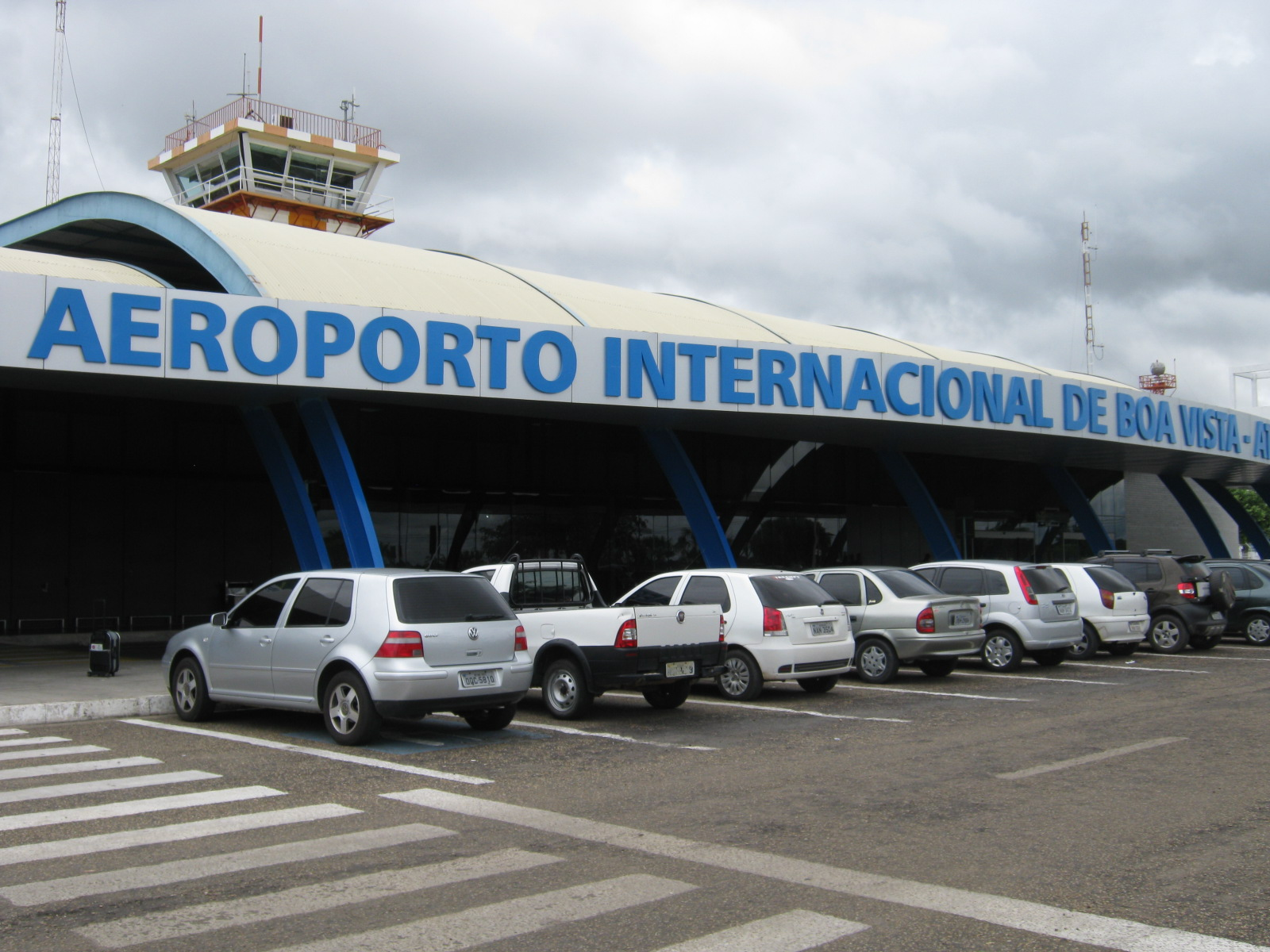
Aeroporto Internacional de Boa Vista

No estado existe apenas um aeroporto administrado pela Infraero, o Aeroporto Internacional de Boa Vista - Atlas Brasil Cantanhede, localizado na capital estadual. Em 2009, o aeroporto da capital estadual movimentou 190 469 passageiros e 931 248 cargas aéreas. O estado possui ainda outros 7 aeroportos de categoria estadual e menor porte: Aeroporto Auaris, em Amajari; Aeroporto de Mucajaí, em Mucajaí; Aeroporto de Pacaraima, em Pacaraima; Aeroporto Surucucu, Uaicas e Surucucus, em Alto Alegre, sendo este último localizado no interior da Terra Indígena Yanomami; e o Aeroporto de Caracaraí. Estes aeroportos são de administração municipal e estadual.
O transporte aéreo é o mais rápido em regular em Roraima, encontrando-se em melhores condições que os demais. As cidades, distritos e vilas do interior roraimense são atendidas, na maioria das vezes, por transportes oriundos de Boa Vista. Posto isto, é a mais isolada unidade federativa da nação. Não há rede ferroviária no estado.
O único estado brasileiro que possui ligação rodoviária com Roraima é o Amazonas, através da BR-174, que interliga os municípios do Sul aos municípios do Norte do estado, sendo responsável também por interligar o Brasil à Venezuela. A BR-174 possui 992 quilômetros e corta o território do estado do sul ao norte, cruzando o rio Branco na altura de Caracaraí através da Ponte José Vieira de Sales Guerra. Há ainda, a BR-210, também chamada de Perimetral norte, um projeto oriundo de meados do Século XX, do Governo Federal, que fora realizado apenas parcialmente e que, a princípio, ligaria o estado ao Pará, Amapá e ao município de São Gabriel da Cachoeira (AM). Esta rodovia possui 481 quilômetros de extensão e corta o estado no sentido leste-oeste. Outra rodovia em Roraima que cruza o Brasil é a BR-401, fazendo a comunicação do estado com a Guiana. Inicia em Boa Vista e cruza o rio Branco pela ponte dos Macuxis, penetrando em território guianense. Entretanto, esta rodovia, que possui 185 quilômetros de extensão, não se encontra totalmente asfaltada. Outras rodovias federais são a BR-431, a BR-432 e a BR-433. Existem ainda rodovias de caráter estadual, entre as quais destacam-se a RR-205 (que conecta a capital à sede de Alto Alegre) e a RR-203. As estradas federais em Roraima somam 1 638 quilômetros. As estradas estaduais somam pouco mais de 2 000 quilômetros de extensão, estando, em grande parte, em condições de uso indevidas. A capital Boa Vista dispõe de um anel viário de quase 30 quilômetros, denominado Contorno Oeste Ottomar de Souza Pinto, fazendo a interligação de três importantes rodovias.
Também é notável no estado, assim como em outros estados da Amazônia, o transporte fluvial. Entretanto, a navegação fluvial encontra-se limitada ao rio Branco. O transporte no rio Branco é fortemente usado para a economia, mas de pouco movimento em passageiros para as cidades do interior.  A navegação regular neste rio ocorre somente no trecho foz (rio Negro/Caracaraí), com cerca de 440 quilômetros de extensão. Neste segmento, o rio Branco apresenta calado máximo de 5,0 metros no período de cheias e mínimo de 0,7 metros, no período de estiagem. Roraima fica em desvantagem em relação aos demais estados amazônicos quanto ao sistema hidroviário. Por ser o único destes em que todos os seus rios notórios têm sua nascente no seu próprio território - o sistema hidrográfico estadual é 100% roraimense -, fica fadado a ter poucas saídas fluviais. Na verdade Roraima dispõe de apenas uma grande saída fluvial: pelo rio Branco, chegando ao rio Negro, rumando daí à Manaus e São Gabriel da Cachoeira. Ainda assim, o mais importante rio roraimense ainda impõe dificuldades adicionais. O porto de Caracaraí encontra-se desativado, dadas as precárias condições do cais. A movimentação é feita diretamente nas barrancas do rio, o que dificulta as operações de embarque e desembarque. O trecho Caracaraí - Boa Vista, com extensão de aproximadamente 150 quilômetros se desenvolve em zona encachoeirada nos primeiros 14 quilômetros, num desnível de 7,5 metros conhecida como Corredeiras do Bem Querer.

### Energia

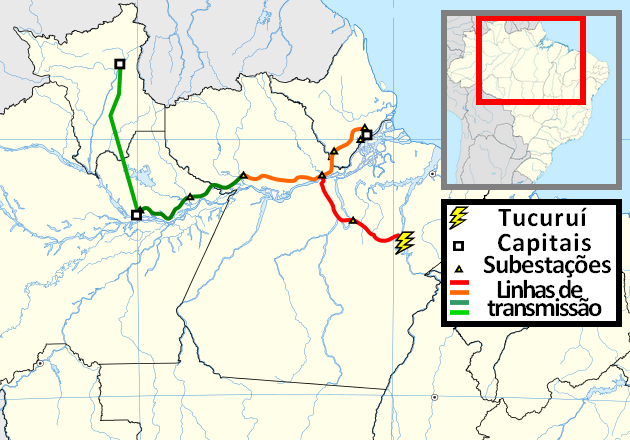
Mapa da Linha de Transmissão de Tucuruí

Até meados da década de 1990, o estado convivia com sérios problemas de energia elétrica. Em 2001, foi inaugurada na fronteira entre Brasil e Venezuela, a primeira etapa do Complexo Hidrelétrico de Guri/Macaguá, que atualmente fornece energia elétrica para Roraima e regiões da Venezuela.
Considerando que Roraima é o único estado que não faz parte do Sistema Interligado Nacional, e diante da instabilidade do fornecimento da energia pela Venezuela, usinas termelétricas complementam a energia de Guri, em especial as usinas de Jaguatirica II (141 MW), Monte Cristo (97 MW), Floresta (85 MW), Distrito Industrial (21 MW) e Novo Paraíso (13 MW). Há um projeto de interligação de Roraima ao SIN, com a construção do Linhão de Tucuruí, o que daria maior segurança energética ao estado, bem como a construção de novas fontes de energia.
O fornecimento de energia elétrica no interior do estado é fornecido através da Roraima Energia. No passado, a Companhia Energética de Roraima fornecia energia para o interior do estado, enquanto na capital o fornecimento era realizado pela Eletrobrás Distribuição Roraima. Nos últimos anos, o consumo de energia elétrica em Roraima tem crescido de forma abrupta. Em fevereiro de 2011 foi registrado um aumento de 4% no consumo, em relação ao mesmo período de 2010. Somente em Boa Vista, o aumento total foi de 9,05%. O setor comercial foi quem apresentou maior aumento no consumo: 16,4%, seguido das residências, com um gasto de 12,86%. O setor público foi o único que apresentou redução no consumo de energia: -7,2% nos órgãos municipais, -1,9% nos órgãos estaduais e -1,4% nos federais.

### Comunicações
A ECT - Empresa de Correios e Telégrafos possui agências em apenas cinco municípios de Roraima: Boa Vista, Caracaraí, Alto Alegre, Sào Luiz do Anauá e Pacaraima. Na questão da área telefônica, há aproximadamente 40 mil terminais telefônicos, com destaque para a telefonia celular. O interior do estado também é atendido. Há no estado, apenas 4 estações de rádio e 7 retransmissoras de canais de televisão. Existem alguns jornais, sendo os principais a Folha de Boa Vista e o jornal Diário. Ainda no estado, há três provedores de internet, a TechNet , Mandic Scan e RRNet.

### Segurança pública

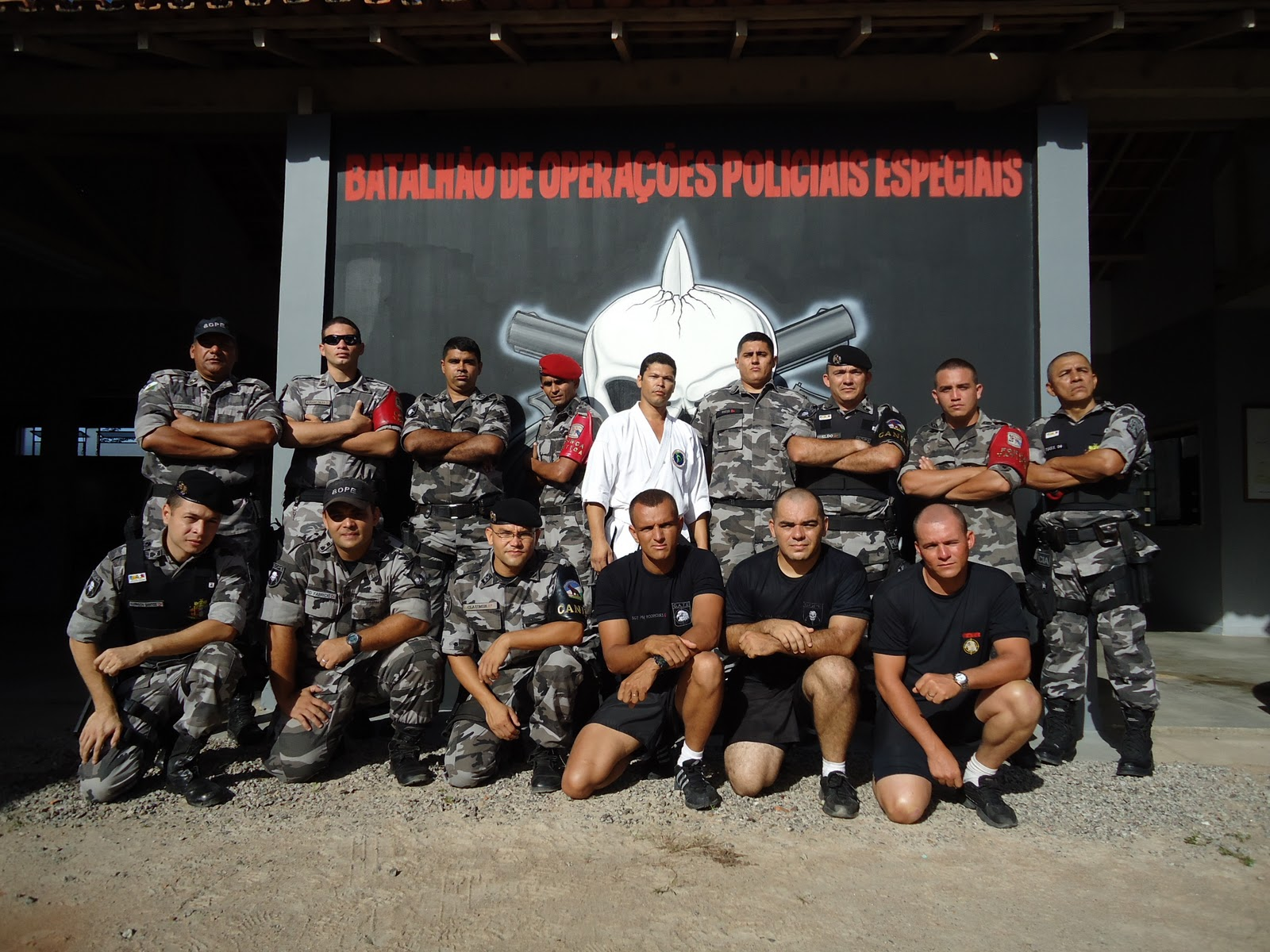
Membros dos Batalhão de Operações Especiais da Polícia Militar do Estado de Roraima

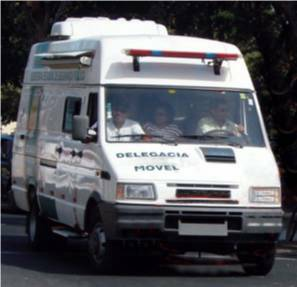
Delegacia móvel da Polícia Civil do Estado de Roraima

As principais unidades das Forças Armadas presentes em Roraima são: no Exército Brasileiro, Roraima é integrante do Comando Militar da Amazônia, este sediado em Manaus, capital do Amazonas e abrange todos os estados da Região Norte do Brasil, com exceção do Tocantins. na Marinha do Brasil, o estado faz parte do 9º Distrito Naval (com sede em Manaus); e na Força Aérea Brasileira, Roraima integra o 1.º Esquadrão do 3.º Grupo de Aviação, sediado na própria cidade.
A Polícia Militar do Estado de Roraima (PMRR) é uma das forças de polícia militar do Brasil, sendo responsável pelo policiamento ostensivo no Estado de Roraima. Teve origem na Guarda Territorial do Rio Branco, em 21 de novembro de 1944. Além da sua missão atual, tinha também como missão realizar serviços de transportes, controlar incêndios e queimadas, além de várias outras atribuições. Com o desenvolvimento sócio-econômico da região na década de 1970 e a emancipação política de Roraima do Amazonas fez-se necessário criar uma instituição dedicada permanentemente ao policiamento ostensivo em suas diversas modalidades. Desta forma, foi criada a Polícia Militar do Território Federal de Roraima, através da lei nº 6.270 de 26 de novembro de 1975.
O Corpo de Bombeiros Militar do Estado de Roraima (CBMRR) é uma Corporação cuja missão primordial consiste na execução de atividades de defesa civil, prevenção e combate a incêndios, buscas, salvamentos e socorros públicos no âmbito do estado de Roraima. Ele é Força Auxiliar e Reserva do Exército Brasileiro, e integra o Sistema de Segurança Pública e Defesa Social do Brasil. Seus integrantes são denominados Militares dos Estados pela Constituição Federal de 1988, assim como os membros da Polícia Militar do Estado de Roraima.
A Polícia Civil do Estado de Roraima é uma das polícias de Roraima, sendo um órgão do sistema de segurança pública ao qual compete, nos termos do artigo 144, § 4º, da Constituição Federal e ressalvada competência específica da União, as funções de polícia judiciária e de apuração das infrações penais, exceto as de natureza militar.

## Cultura
A cultura de Roraima apresenta forte influência indígena. Entretanto, é marcada também pela influência dos colonizadores, e também pelos mestiços que habitam e habitaram a região. O artesanato é um dos marcos centrais da cultura. Os Ianomâmi - grupo indígena do estado - produzem diversos produtos artesanais, como cestas, leques, jóias e redes. Muitos destes são comercializados na Feira de Artesanato de Roraima, sediado em Boa Vista, capital do estado.
O movimento cultural "Roraimeira" foi idealizado por artistas locais na década de 1980. Criado por uma necessidade de possuir uma identidade cultural que representasse o Território Federal de Roraima. Está presente na música, dança, literatura, fotografia, artes plásticas e outras expressões artísticas. A origem da denominação do evento é a canção "Roraimeira" de Zeca Preto que concorreu ao festival de música de Roraima em 1984.
Futuramente a mesma se tornou o hino cultural do estado.
As artes cênicas em Roraima são difundidas pela Federação de Teatro de Roraima, que realiza espetáculos e eventos culturais nos espaços públicos locais da cidade, além de apoio a grupos teatrais e formação teatral. Há vários grupos teatrais no estado, entre os quais: Sol da Terra, Criart Teatral, Arteatro, Locômbia Teatro de Andanças e a A Bruxa tá Solta.
Há dois monumentos em Roraima: o Monumento ao Garimpeiro e o Monumento aos Pioneiros. O Monumento aos Garimpeiros presta homenagem aos homens que prestaram serviço e contribuíram para o desenvolvimento do antigo Território Federal do Rio Branco. Localiza-se em Boa Vista. O Monumento aos Pioneiros também localiza-se em Boa Vista e é uma construção de concreto armado. Reproduz o Monte Roraima, as etnias que formam o povo roraimense e as tradições e costumes regionais do território.

### Entidades culturais

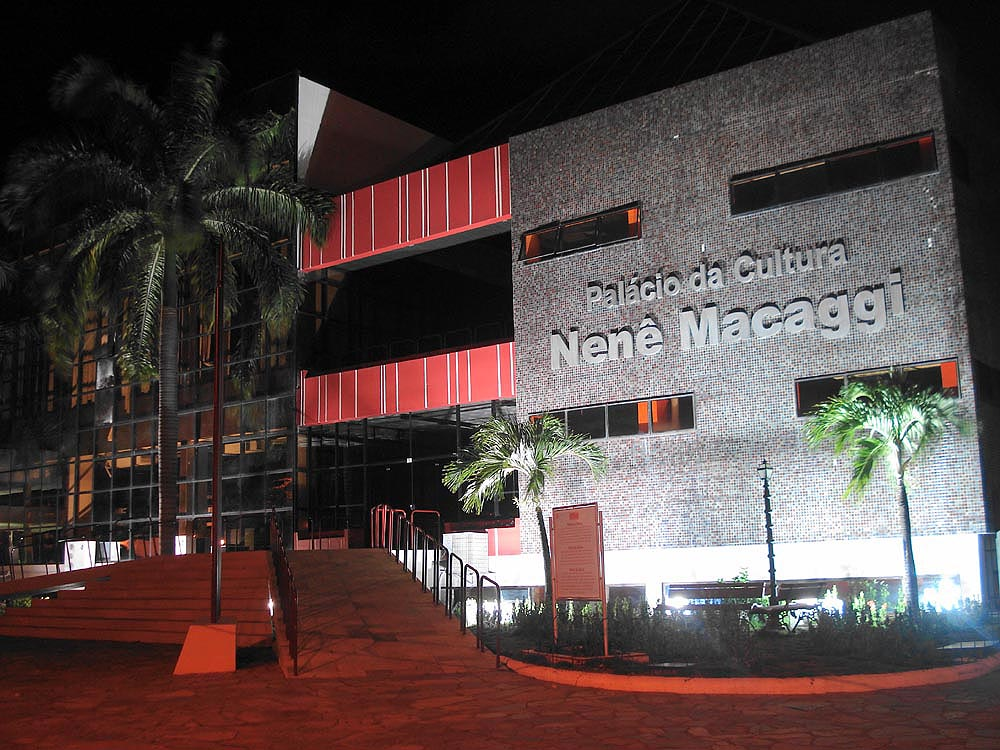
Palácio da Cultura Nenê Macuji um espaço multicultural que também sedia a Academia Roraimense de Letras.

Entre as principais entidades culturais do estado encontram-se: Fórum de Cultura Permanente de Roraima, Sebrae, SESC,Teia Roraima, Academia Roraimense de Letras e Federação de Teatro de Roraima.
O Museu Integrado de Roraima, em Boa Vista, capital do estado, foi inaugurado em 13 de fevereiro de 1985. É um museu público estadual e mantido pela Fundação de Meio Ambiente, Ciência e Tecnologia do Estado de Roraima (FEMACT). Está instalado em um edifício de 750 metros quadrados no interior do Parque Anauá. Conserva o mais importante acervo museológico de Roraima. A coleção, bastante diversificada, é composta por peças adquiridas por meios de coletas, aquisições e doações, abrangendo diversos temas, como geologia, botânica, zoologia, arqueologia, etnologia, história e artes visuais. O museu realiza ainda, atividades de pesquisa nas áreas de zoologia e antropologia, além de exposições temporárias temáticas e atividades culturais e educativas. É equipado com biblioteca e auditório com capacidade para 140 pessoas. Conta com a participação da sociedade civil na realização de atividades, por meio da Associação de Amigos do Museu Integrado de Roraima (AMIRR), criada em 1999. Infelizmente o Museu, após uma década de abandono, foi demolido e seu acervo saqueado pela população indignada, que alegou estar protegendo as peças, hoje com paradeiro desconhecido.

### Dança e música
A dança em Roraima tem sua origem em grupos folclóricos de boi-bumbá e cirandas. Entretanto, são notáveis também grupos de dança clássica e moderna. A maior entidade cultural voltada ao ensino da dança clássica é a Escola de Balé Cristina Rocha, responsável pela formação de grande parte dos bailarinos e dançarinos que atuam na capital, Boa Vista. Na época das festas populares, há diversos grupos de dança regional em atuação, com destaque para os Cangaceiros do Tianguá, que têm coreografias baseadas em elementos regionais amazônicos.
A música roraimense possui uma grande variedade de ritmos e harmonias. Sua origem remonta à variedade de etnias e povos que viveram e vivem no estado. Desta forma, há grupos de cantos indígenas e caboclos. Música regional é chamada Roraimeira, produzida no estado e que possua como tema central Roraima, relacionada à Amazônia, ao Caribe, América do Sul, América e Global. Nas canções deve abordar ou mencionar nem que seja minimamente a regionalidade roraimense como a natureza de Roraima, cultura indígena dos povos que habitam o Estado, costumes, cultura local, história e migração. Além de poder ser gravada em qualquer estilo ou ritmo musical como rock, axé, reggae, pop, forró e etc.
Ritmo local é denominado Makunaimeira uma mistura de ritmos sobre a influência dos rituais indígenas como o parixara, música caribenha como merengue e salsa, toques de carimbó e ritmos amazônicos como toada e marabaixo. A Escola de Música de Roraima é voltada ao ensino da música clássica e MPB. No estado, é notável ainda os festivais de música que trazem uma demonstração da arte musical da Amazônia.

### Folclore e literatura
O folclore roraimense é hoje o encontro das tradições trazidas pelos colonizadores nordestinos e de todas as partes do Brasil, com a força das lendas e vivências dos índios, que têm no seu ambiente natural uma perfeita harmonia entre homem e natureza. É festejado tanto os santos da Igreja católica como também as tradições indígenas, que exercem forte influência no estado, na área de curandeirismo e pajelança. No mês de junho, assim como em outros estados do Brasil, acontece as festas juninas nos diversos municípios.
A Academia Roraimense de Letras representa a literatura da unidade federativa. É nela que está reunida grande parte dos poetas, historiadores, escritores e contistas do estado. Um dos poetas roraimenses de maior renome é Eliakin Rufino, que também é compositor, tendo suas músicas alcançado outras regiões do país.

### Culinária

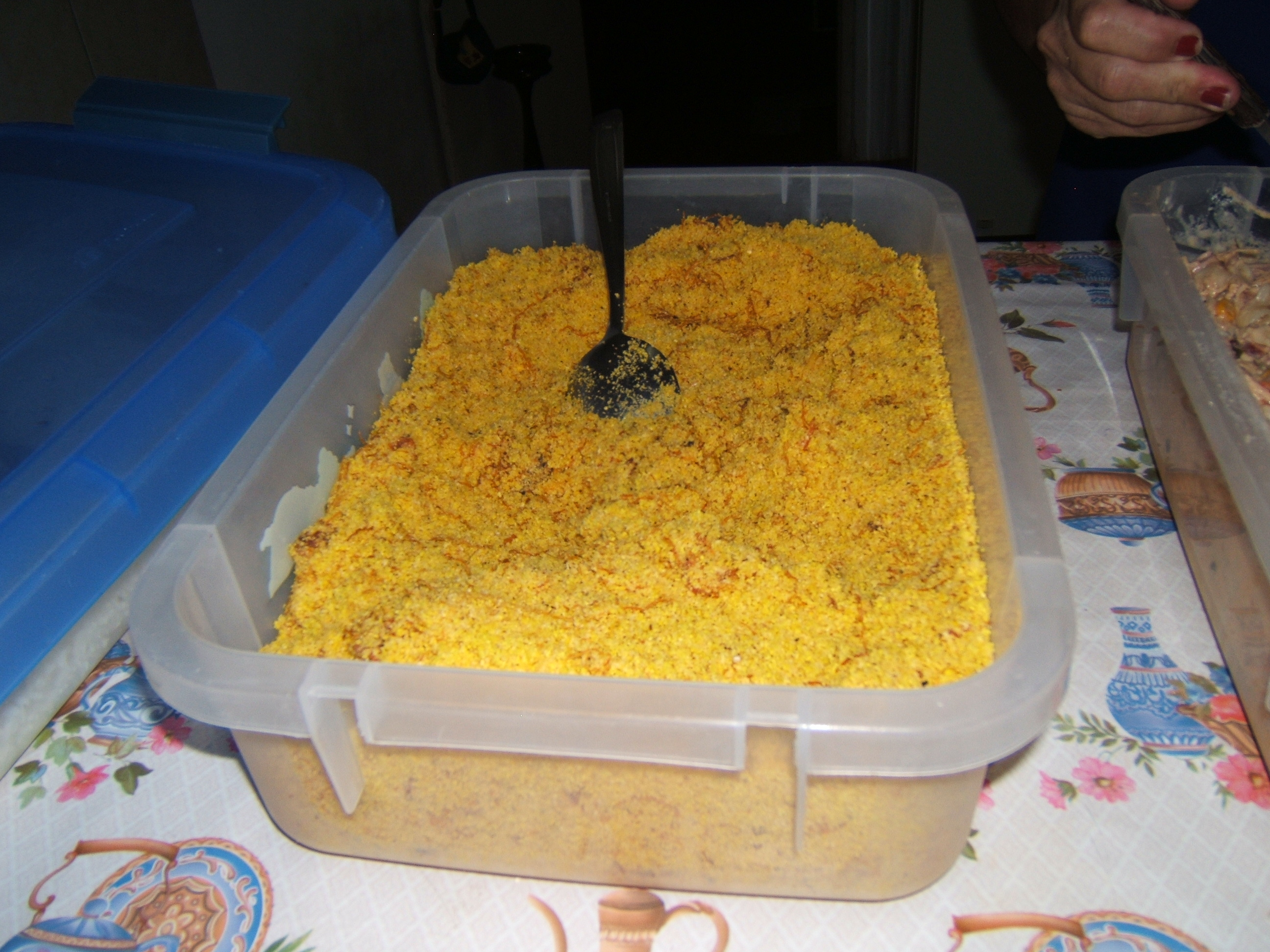
Paçoca feita de carne. Prato típico de Roraima

A culinária típica apresenta influência das culturas indígenas (macuxi e wapixana) e dos estados do Maranhão, Pará e Amazonas. O arroz e a farinha de macaxeira, por exemplo, são a base para os pratos do dia a dia e de pratos típicos. Também são utilizados variados tipos de peixes (tambaqui, pirarucu, pacu e outros) nas preparações. As comidas típicas do estado são a damurida (sopa de origem macuxi), a caldeirada de tambaqui (ensopado), tambaqui assado, a paçoca de carne seca, o cuscuz e a tapioca. Um tipo de sanduíche muito popular e comum é o pepito, de origem venezuelana.

### Esportes
No futebol, Roraima abriga oito clubes profissionais, o Atlético Roraima, o Baré, o GAS, o São Raimundo, o River, o Rio Negro, o Náutico e o Progresso. Dentre estes, Baré e Atlético Roraima, os dois maiores campeões estaduais, fazem o clássico mais tradicional do estado, popularmente conhecido como Bareima. Há também clubes amadores: Norte Sport, Caranã, Tancredo Neves, Cambará, Racing, Guarani, América, Grêmio, Barcelona, Jockey, ABC, União, Tiradentes, Anauá, Brasil, Boa Vista, Atlético Iracema e União de Iracema. No entanto, em razão da histórica e baixa representatividade dos clubes locais no cenário futebolístico nacional, a maior torcida do estado é do clube carioca Flamengo.
Há dois estádios relevantes em Roraima: o Estádio Flamarion Vasconcelos e o Estádio Raimundo Ribeiro de Souza, ambos em Boa Vista. O Estádio Flamarion Vasconcelos, popularmente conhecido como Canarinho, pertence ao Governo do Estado de Roraima. Foi inaugurado em 6 de setembro de 1975, e inicialmente designado Estádio 13 de Setembro. Anos depois teve seu nome modificado em homenagem póstuma ao jornalista roraimense Flamarion Vasconcelos. Contudo o estádio é conhecido popularmente como Canarinho, por estar localizado no bairro de mesmo nome. O Estádio Raimundo Ribeiro de Souza, chamado popularmente de Ribeirão, também pertence ao governo estadual e possui capacidade para 3 mil pessoas.

### Feriados
Em Roraima, há apenas um feriado estadual: o dia 5 de outubro. Nessa data, comemora-se a elevação do Território Federal de Roraima à categoria de estado, que aconteceu com a promulgação da Constituição de 1988.